# Lista över ubuntuversioner
Nya ubuntuversioner ges ut två gånger per år av Canonical Ltd.. Ubuntus versionsnumrering utgår från det år och den månad då versionen släpptes: version 7.04 släpptes alltså i april 2007.

## Utgivningsschema
Ubuntu ska släppas regelbundet i en ny stabil version varje halvår. Ett undantag är 6.06 Dapper, som av olika anledningar blev två månader sen.
Varje version av Ubuntu supportas under en begränsad period. Under den här tiden tillhandahålls säkerhetsuppdateringar via internet, telefonsupport mot betalning och gratis chattsupport på ideell basis. Som minst sträcker denna period sig till 9 månader (tidigare 18 månader) efter utgåvans lansering, men några utgåvor har längre support. Dessa kallas "LTS-utgåvor", Long Term Support, och har 5 års stöd för både skrivbordsutgåvan och serverutgåvan (från och med version 12.04 LTS ändrades supportperioden från 3 till 5 år för skrivbordsutgåvan). Stödperiod för de aktuella utgåvorna kan ses i nedanstående tidslinje:

## Tabell över versioner
| Version                                                                            | Kodnamn           | Släppdatum      | Stöds till                     | Stöds till                     | Kernel version |
| Version                                                                            | Kodnamn           | Släppdatum      | Skrivbord                      | Server                         | Kernel version |
| ---------------------------------------------------------------------------------- | ----------------- | --------------- | ------------------------------ | ------------------------------ | -------------- |
| 4.10                                                                               | Warty Warthog     | 20 oktober 2004 | 30 april 2006                  | 30 april 2006                  | 2.6.8          |
| 5.04                                                                               | Hoary Hedgehog    | 8 april 2005    | 31 oktober 2006                | 31 oktober 2006                | 2.6.10         |
| 5.10                                                                               | Breezy Badger     | 13 oktober 2005 | 13 april 2007                  | 13 april 2007                  | 2.6.12         |
| 6.06 LTS                                                                           | Dapper Drake      | 1 juni 2006     | 14 juli 2009                   | 1 juni 2011                    | 2.6.15         |
| 6.10                                                                               | Edgy Eft          | 26 oktober 2006 | 25 april 2008                  | 25 april 2008                  | 2.6.17         |
| 7.04                                                                               | Feisty Fawn       | 19 april 2007   | 19 oktober 2008                | 19 oktober 2008                | 2.6.20         |
| 7.10                                                                               | Gutsy Gibbon      | 18 oktober 2007 | 18 april 2009                  | 18 april 2009                  | 2.6.22         |
| 8.04 LTS                                                                           | Hardy Heron       | 24 april 2008   | 12 maj 2011                    | 9 maj 2013                     | 2.6.24         |
| 8.10                                                                               | Intrepid Ibex     | 30 oktober 2008 | 30 april 2010                  | 30 april 2010                  | 2.6.27         |
| 9.04                                                                               | Jaunty Jackalope  | 23 april 2009   | 23 oktober 2010                | 23 oktober 2010                | 2.6.28         |
| 9.10                                                                               | Karmic Koala      | 29 oktober 2009 | 30 april 2011                  | 30 april 2011                  | 2.6.31         |
| 10.04 LTS                                                                          | Lucid Lynx        | 29 april 2010   | 9 maj 2013                     | 30 april 2015                  | 2.6.32         |
| 10.10                                                                              | Maverick Meerkat  | 10 oktober 2010 | 10 april 2012                  | 10 april 2012                  | 2.6.35         |
| 11.04                                                                              | Natty Narwhal     | 28 april 2011   | 28 oktober 2012                | 28 oktober 2012                | 2.6.38         |
| 11.10                                                                              | Oneiric Ocelot    | 13 oktober 2011 | 9 maj 2013                     | 9 maj 2013                     | 3.0.0          |
| 12.04 LTS                                                                          | Precise Pangolin  | 28 april 2012   | 28 april 2017 april 2019 (ESM) | 28 april 2017 april 2019 (ESM) | 3.2.0          |
| 12.10                                                                              | Quantal Quetzal   | 18 oktober 2012 | 16 maj 2014                    | 16 maj 2014                    | 3.5.0          |
| 13.04                                                                              | Raring Ringtail   | 25 april 2013   | 27 januari 2014                | 27 januari 2014                | 3.8.0          |
| 13.10                                                                              | Saucy Salamander  | 17 oktober 2013 | 17 juli 2014                   | 17 juli 2014                   | 3.11.0         |
| 14.04 LTS                                                                          | Trusty Tahr       | 17 april 2014   | april 2019 april 2022 (ESM)    | april 2019 april 2022 (ESM)    | 3.13.0         |
| 14.10                                                                              | Utopic Unicorn    | 23 oktober 2014 | 23 juli 2015                   | 23 juli 2015                   | 3.16.0         |
| 15.04                                                                              | Vivid Vervet      | 23 april 2015   | 4 februari 2016                | 4 februari 2016                | 3.19           |
| 15.10                                                                              | Wily Werewolf     | 22 oktober 2015 | 28 juli 2016                   | 28 juli 2016                   | 4.2            |
| 16.04 LTS                                                                          | Xenial Xerus      | 21 april 2016   | april 2021 april 2024 (ESM)    | april 2021 april 2024 (ESM)    | 4.4            |
| 16.10                                                                              | Yakkety Yak       | 13 oktober 2016 | 20 juli 2017                   | 20 juli 2017                   | 4.8            |
| 17.04                                                                              | Zesty Zapus       | 13 april 2017   | 13 januari 2018                | 13 januari 2018                | 4.10           |
| 17.10                                                                              | Artful Aardvark   | 19 oktober 2017 | 19 juli 2018                   | 19 juli 2018                   | 4.13           |
| 18.04 LTS                                                                          | Bionic Beaver     | 26 april 2018   | april 2023 april 2028 (ESM)    | april 2023 april 2028 (ESM)    | 4.15           |
| 18.10                                                                              | Cosmic Cuttlefish | 18 oktober 2018 | 18 juli 2019                   | 18 juli 2019                   | 4.18           |
| 19.04                                                                              | Disco Dingo       | 18 april 2019   | 23 januari 2020                | 23 januari 2020                | 5.0            |
| 19.10                                                                              | Eoan Ermine       | 17 oktober 2019 | 17 juli 2020                   | 17 juli 2020                   | 5.3            |
| 20.04 LTS                                                                          | Focal Fossa       | 23 april 2020   | april 2025 april 2030 (ESM)    | april 2025 april 2030 (ESM)    | 5.4            |
| 20.10                                                                              | Groovy Gorilla    | 22 oktober 2020 | 22 juli 2021                   | 22 juli 2021                   | 5.8            |
| 21.04                                                                              | Hirsute Hippo     | 22 april 2021   | 1 januari 2022                 | 1 januari 2022                 | 5.11           |
| 21.10                                                                              | Impish Indri      | 14 oktober 2021 | 14 juli 2022                   | 14 juli 2022                   | 5.13           |
| 22.04 LTS                                                                          | Jammy Jellyfish   | 21 april 2022   | juni 2027 april 2032 (ESM)     | juni 2027 april 2032 (ESM)     | 5.15           |
| 22.10                                                                              | Kinetic Kudu      | 20 oktober 2022 | 20 juli 2023                   | 20 juli 2023                   | 5.19           |
| 23.04                                                                              | Lunar Lobster     | 20 april 2023   | 25 januari 2024                | 25 januari 2024                | 6.2            |
| 23.10                                                                              | Mantic Minotaur   | 12 oktober 2023 | juli2024                       | juli2024                       | 6.5            |
| 24.04 LTS                                                                          | Noble Nubat       | april 2024      | juni 2029                      | juni 2029                      |                |
| Gammal version Äldre version, stöds fortfarande Senaste version Framtida versioner |                   |                 |                                |                                |                |

| Version   | Kärna  | Skrivbordsmiljö | Firefox | Kontorspaket         | Gimp     | Snabbmeddelanden | MySQL | PHP   | Python | X.Org         |
| --------- | ------ | --------------- | ------- | -------------------- | -------- | ---------------- | ----- | ----- | ------ | ------------- |
| 4.10      | 2.6.8  | GNOME 2.8       | 0.10.1  | Openoffice.org 1.1.2 | 2.0.2    | Pidgin 1.0.0     | 4.0   | 4.3   | 2.3.4  | (XFree86 4.3) |
| 5.04      | 2.6.10 | GNOME 2.10      | 1.0.2   | Openoffice.org 1.1.3 | 2.2.2    | Pidgin 1.1.4     | 4.0   | 4.3   | 2.4.1  | (6.8.2)       |
| 5.10      | 2.6.12 | GNOME 2.12      | 1.0.7   | Openoffice.org 2.0b  | 2.2.8    | Pidgin 1.5.0     | 4.1   | 5.0   | 2.4.2  | (6.8.2)       |
| 6.06 LTS  | 2.6.15 | GNOME 2.14      | 1.5.3   | Openoffice.org 2.0.2 | 2.2.11   | Pidgin 1.5.0     | 5.0   | 5.1   | 2.4.3  | 1.0.2         |
| 6.10      | 2.6.17 | GNOME 2.16      | 2.0.0   | Openoffice.org 2.0.4 | 2.2.13   | Pidgin 2.0b3     | 5.0   | 5.1   | 2.4.4  | 1.1.1         |
| 7.04      | 2.6.20 | GNOME 2.18      | 2.0.3   | Openoffice.org 2.2.0 | 2.2.13   | Pidgin 2.0b6     | 5.0   | 5.2   | 2.5.1  | 1.2.0         |
| 7.10      | 2.6.22 | GNOME 2.20      | 2.0.6   | Openoffice.org 2.3.0 | 2.4.0rc3 | Pidgin 2.2.1     | 5.0   | 5.2   | 2.5.1  | 1.3.0         |
| 8.04 LTS  | 2.6.24 | GNOME 2.22      | 3.0b5   | Openoffice.org 2.4.0 | 2.4.5    | Pidgin 2.4.1     | 5.0   | 5.2   | 2.5.2  | 1.4.1         |
| 8.10      | 2.6.27 | GNOME 2.24      | 3.0.3   | Openoffice.org 2.4.1 | 2.6.1    | Pidgin 2.5.2     | 5.0   | 5.2   | 2.5.2  | 1.5.2         |
| 9.04      | 2.6.28 | GNOME 2.26      | 3.0.8   | Openoffice.org 3.0.1 | 2.6.6    | Pidgin 2.5.5     | 5.0   | 5.2   | 2.5.4  | 1.6.0         |
| 9.10      | 2.6.31 | GNOME 2.28      | 3.5.3   | Openoffice.org 3.1.1 | 2.6.7    | Empathy          | 5.1   | 5.2   | 2.6.2  | 1.6.3         |
| 10.04 LTS | 2.6.32 | GNOME 2.30      | 3.6.3   | Openoffice.org 3.2.0 | 2.6.8    | Empathy          | 5.1   | 5.3   | 2.6.5  | 1.7.6         |
| 10.10     | 2.6.35 | GNOME 2.32      | 3.6.10  | Openoffice.org 3.2.1 | 2.6.10   | Empathy          | 5.1   | 5.3   | 2.6.6  | 1.9.0         |
| 11.04     | 2.6.38 | GNOME 2.32      | 4.0     | LibreOffice 3.3.2    | 2.6.11   | Empathy          | 5.1   | 5.3.5 | 2.7.1  | 1.10.1        |
| 11.10     | 3.0.0  | Unity 4.22      | 7.0.1   | LibreOffice 3.4.3    | 2.6.11   | Empathy          | 5.1   | 5.3.5 | 2.7.1  | 1.10.1        |
| 12.04 LTS | 3.2.0  | Unity 5.10      | 11.0    | LibreOffice 3.5.1    | 2.6.12   | Empathy          | 5.1   | 5.3.6 | 2.7.2  | 1.10.4        |
| 12.10     | 3.5    | Unity 6.8       | 16.0    | LibreOffice 3.6.2    | 2.8.2    | Empathy          | 5.5   | 5.4.6 | 2.7.3  | 1.13.0        |
| 13.04     | 3.8    | Unity 7.0       | 20.0    | LibreOffice 4.0.1    | 2.8.4    | Empathy          | 5.5   | 5.5   | 3.3    | 1.13.3        |
| 13.10     | 3.11   | Unity 7.1.2     | 24.0    | LibreOffice 4.1.3    | 2.8.6    | Empathy 3.8      | 5.5   | 5.5   | 3.3    | 1.14.3        |
| 14.04 LTS | 3.13   | Unity 7.2       | 28.0    | LibreOffice 4.2.3    | 2.8.8    | Empathy 3.8      | 5.5   | 5.5   | 3.4    | 1.15.1        |
| 14.10     | 3.16   | Unity 7.3.1     | 33.0    | LibreOffice 4.3.2    | 2.X.X    | Empathy 3.X      | 5.5   | 5.5   | 3.4    | 1.16          |
| 15.04     | 3.19.3 | Unity 7.3.2     | 37.0    | LibreOffice 4.4.2    | 2.8.14   | Empathy 3.12     | 5.6   | 5.6   | 3.4    | 1.17.1        |
| 15.10     | 4.2    | Unity 7.3.2     | 41.0    | LibreOffice 5.0.2    | 2.8.14   | Empathy ?        | ?     | ?     | 3.4    | 1.7.7.7       |
| 16.04 LTS | 4.4    | Unity 7.4       | 45.0    | LibreOffice 5.1.3    | 2.8.16   | Empathy ?        | ?     | ?     | 3.5.1  | 1.7.7.13      |
| 16.10     | 4.8    | Unity 7.5       | 49.0    | LibreOffice 5.2.2    | ?        | ?                | ?     | ?     | ?      | ?             |
| 17.04     | 4.10   | Unity 7.5       | 53.0    | LibreOffice 5.3.1    | ?        | ?                | ?     | ?     | ?      | ?             |
| 17.10     | 4.13   | GNOME 3.26.2    | 57.0.4  | LibreOffice 5.4.2    | ?        | ?                | ?     | ?     | ?      | ?             |
| 18.04 LTS | 4.15   | GNOME 3.28.1    | 59.0.2  | LibreOffice 6.0.3    | ?        | ?                | ?     | ?     | ?      | ?             |
| 18.10     | 4.18   | GNOME 3.30.1    | 63.0    | LibreOffice 6.1.2    | ?        | ?                | ?     | ?     | ?      | ?             |
| 19.04     | 5.0    | GNOME 3.32      | 66.0.3  | LibreOffice 6.2.2    | ?        | ?                | ?     | ?     | ?      | ?             |
| 19.10     | 5.3    | GNOME 3.34      | 69.0.3  | LibreOffice 6.3      | ?        | ?                | ?     | ?     | ?      | ?             |
| 20.04 LTS | 5.4    | GNOME 3.36.1    | 75      | LibreOffice 6.4.2    | ?        | ?                | ?     | ?     | ?      | ?             |

## Namngivning
Alla Ubuntus versioner har ett allitterativt namn med ett adjektiv och ett djur under utvecklingsperioden. Dessa namn används ofta till att referera till den sagda versionen även efter den färdiga versionen är släppt. Vanligtvis förkortas namnet till adjektivet, alltså Breezy eller Dapper.

## Versionshistorik

### Ubuntu 4.10 (Warty Warthog)

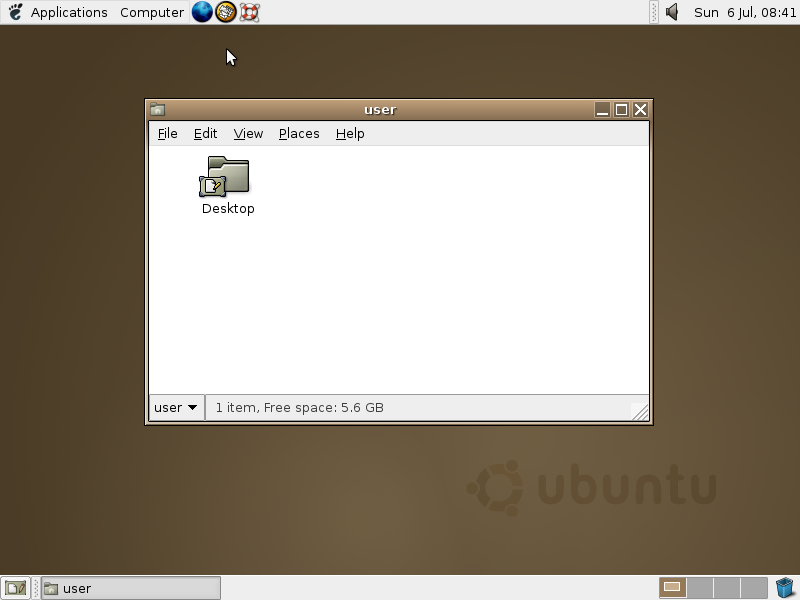
Ubuntu 4.10 (Warty Warthog)

Warty Warthog släpptes den 20 oktober 2004. Namnet Warty Warthog är ett kodnamn som anspelar på oslipade naturen i den här första versionen av distributionen. Den hade 2 CD-skivor, en startbar skiva för att pröva Ubuntu med och en annan skiva för att installera med. Möjligheten att pröva på Ubuntu utan att installera något på datorn finns med i alla efterföljande versioner av Ubuntu.

### Ubuntu 5.04 (Hoary Hedgehog)

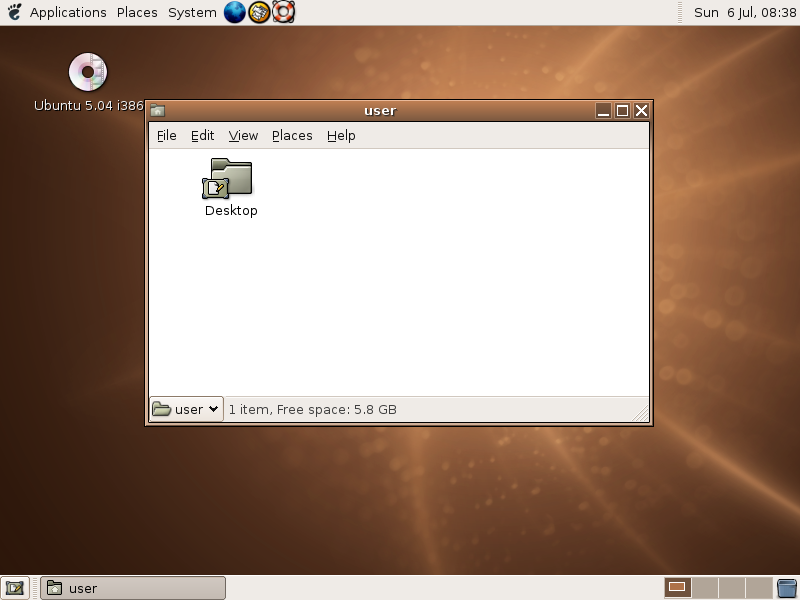
Ubuntu 5.04 (Hoary Hedgehog)

Hoary Hedgehog släpptes den 8 april 2005. Denna version hade även startbara CD-skivor för PowerPC- och 64bits-processorer. En till variant av Ubuntu såg dagens ljus: Kubuntu. Även om Kubuntu har samma grund som Ubuntu, så har den ett annat skrivbordssystem installerat som standard - KDE istället för Gnome.

### Ubuntu 5.10 (Breezy Badger)

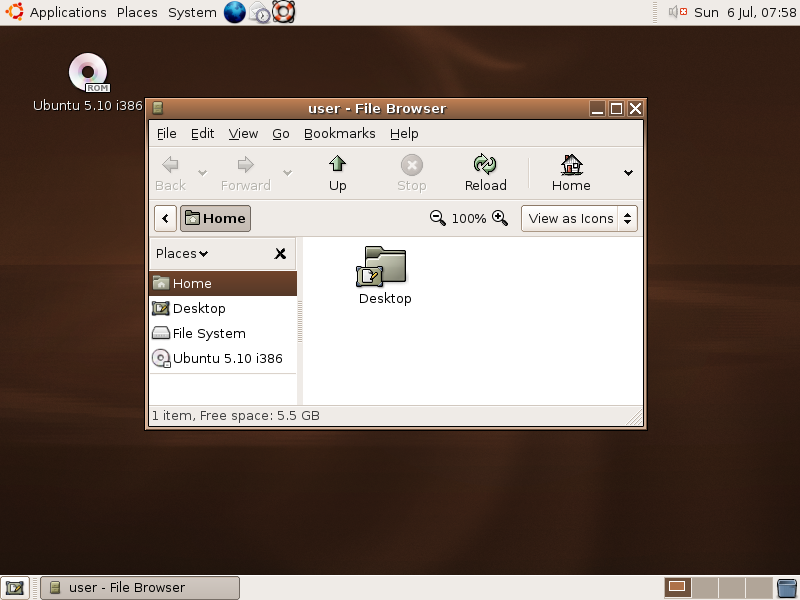
Ubuntu 5.10 (Breezy Badger)

Breezy Badger släpptes den 12 oktober 2005, den tredje versionen av Ubuntu. Det som var nytt var att det nu även fanns tre "smaker" av Ubuntu. Förutom Ubuntu och Kubuntu fanns nu även Edubuntu, en version speciellt anpassad för skolor.

### Ubuntu 6.06 LTS (Dapper Drake)

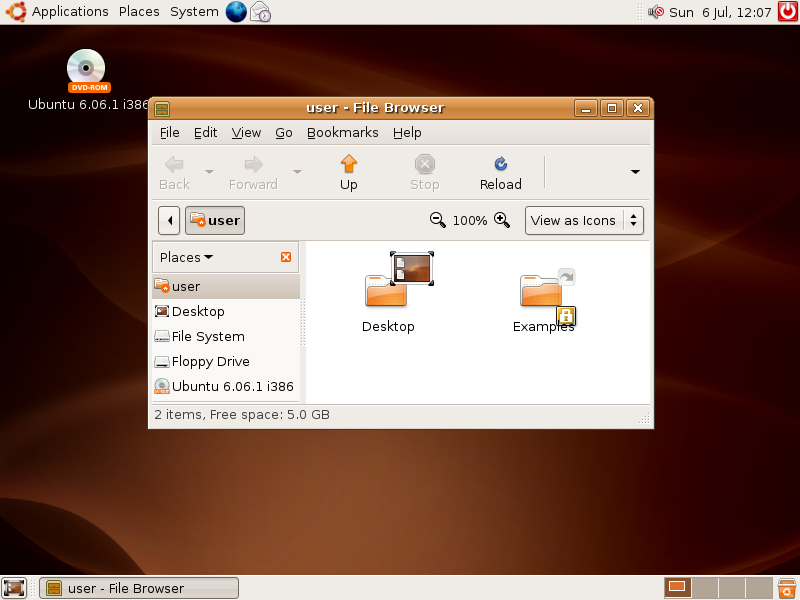
Ubuntu 6.06 LTS (Dapper Drake)

Dapper Drake släpptes den 1 juni 2006 efter en förlängd utvecklingsperiod på 8 månader fick Dapper extra uppmärksamhet och omsorg av sina utvecklare.
Version 6.06 är en speciell version då den har extra lång officiell support-tid, 3 år för skrivbordsmiljöer och 5 år för servrar.
Dapper hade många nyheter och var ett stort steg i Ubuntus utveckling. Bland annat så förenklades installationen så att den startbara CD-skivan även kunde installera Ubuntu. Det blev möjligt att installera Ubuntu på en USB-enhet.
Samtidigt släpptes även Xubuntu, speciellt riktad till äldre datorer med mindre kapacitet, och precis som Kubuntu har den ett annat skrivbordssystem kallat XFCE.

### Ubuntu 6.10 (Edgy Eft)

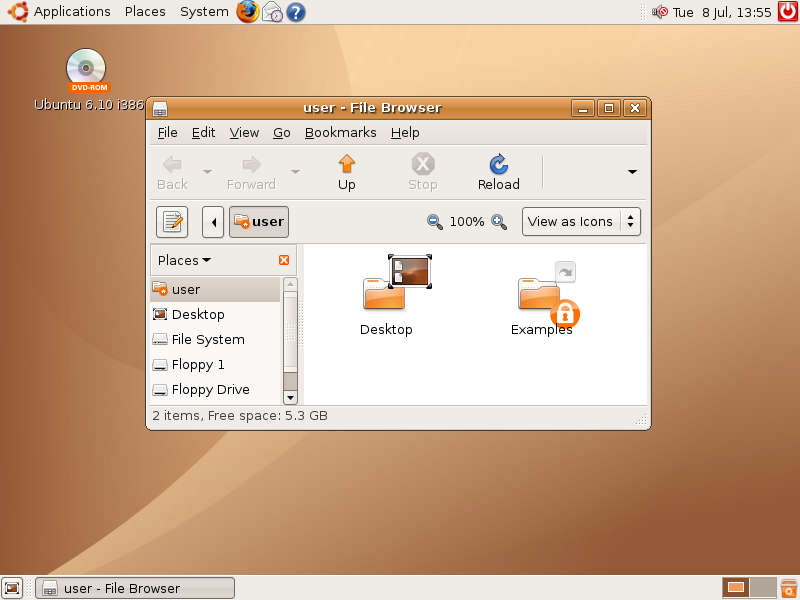
Ubuntu 6.10 (Edgy Eft)

Edgy Eft släpptes 26 oktober 2006. Genom att byta ut startsystemet till ett med parallell start av program kunde datorns starttider minskas.

### Ubuntu 7.04 (Feisty Fawn)

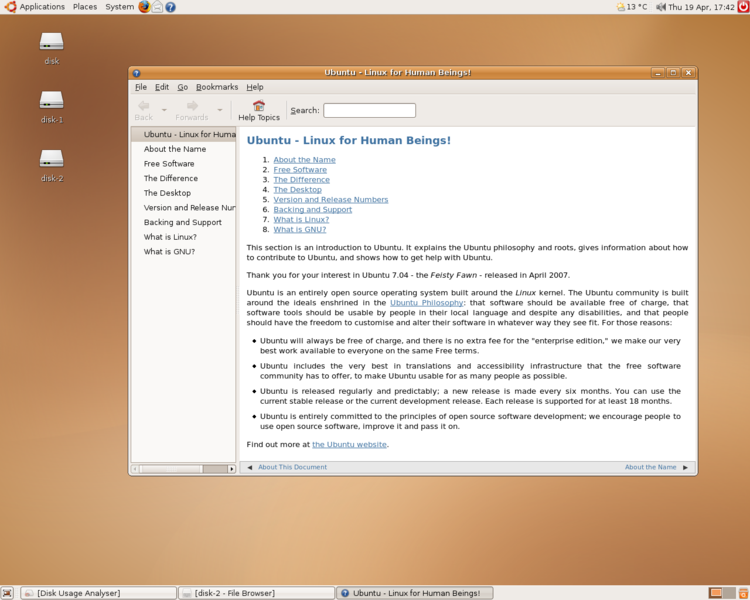
Ubuntu 7.04 (Feisty Fawn)

Feisty Fawn släpptes den 19 april 2007.
Den här versionen har flera nyheter som ökar Ubuntus användbarhet drastiskt:
- En guide som för över inställningar från Windows till Linux. Detta gör att du kan börja använda Ubuntu direkt efter installation, utan att behöva lägga till bokmärken eller mata in dina användarnamn i chattprogrammet. Även skrivbordsbakgrunden förs över.
- Nätverkshanteraren, som automatiskt försöker hitta tillgängliga nätverk och ansluta till dem.
- Enkel installation av stöd för film- och audioformat (codec). När mediespelaren inte kan spela en fil, kopplar den automatiskt upp sig på Internet och hämtar hem stöd för de saknade formaten.
- En diskanalysator som på ett grafiskt sätt visar vad som använder ditt hårddiskutrymme.
- Skrivbordseffekter. För att utnyttja att många datorer idag har kraftfulla grafikkort så kan man enkelt aktivera Compiz.
- En drivrutinshanterare som känner av vad du har för hårdvara och installerar drivrutiner för den. Eftersom all hårdvara inte har drivrutiner med öppen källkod måste vissa drivrutiner installeras separat. Det här verktyget är till för att göra det så enkelt som möjligt.

### Ubuntu 7.10 (Gutsy Gibbon)

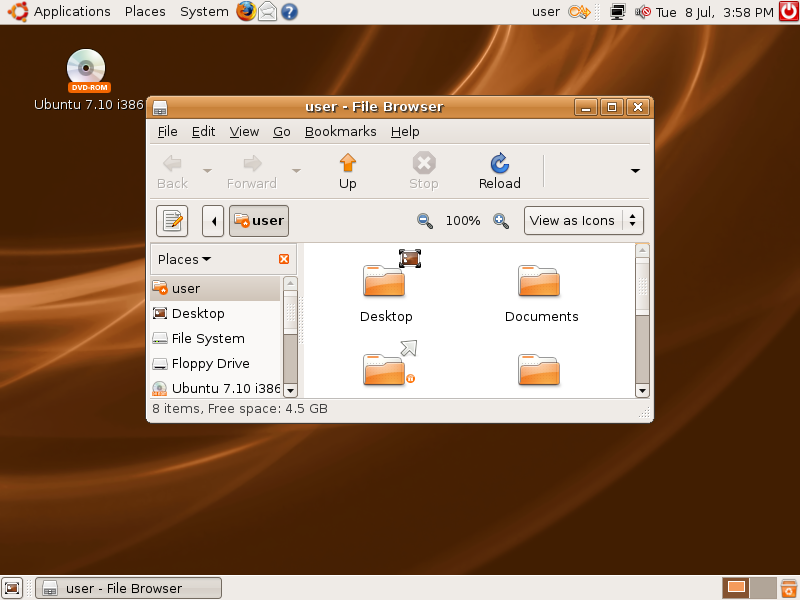
Ubuntu 7.10 (Gutsy Gibbon)

Gutsy Gibbon släpptes den 18 oktober 2007.
Bland nyheterna finns bland annat:
- Windowskompatibilitet - Användare som önskar köra både Windows och Ubuntu kan läsa från och skriva till filer i Windows (även NTFS)
- Utökade sökfunktioner ger användaren möjlighet att söka hela skrivbordet efter filer, mappar, foton, etcetera.
- Automatisk installation av populära tillägg till Firefox
- OpenOffice.org 2.3
- Compiz aktiverat från början.

### Ubuntu 8.04 LTS (Hardy Heron)

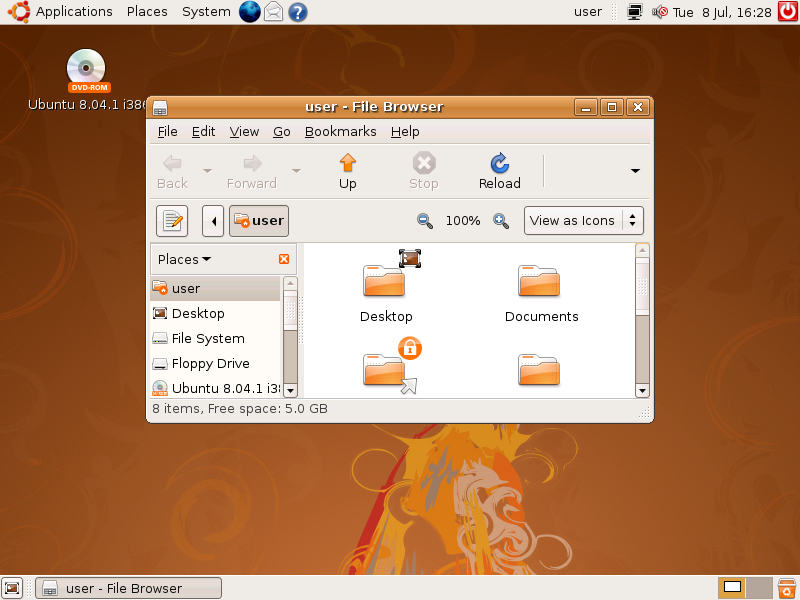
Ubuntu 8.04 LTS (Hardy Heron)

Hardy Heron släpptes den 24 april 2008.
- Long Term Support
- Mer Windows-integrering med Wine [7]
- Kan installeras i Windows-miljö med Wubi och umenu [7]
- Har bättre hårdvarustöd [7]
- Firefox 3, Beta 5
- Policykit för användarättigheter
- Ljudsystemet PulseAudio ersätter ESD som standard
- Transmission som BitTorrent-klient som standard
- Vinagre som standard-VNC-klient
- Brasero som standard-skivbrännare
- Dessutom nya versioner av alla de grundläggande programmen i Ubuntu.

### Ubuntu 8.10 (Intrepid Ibex)

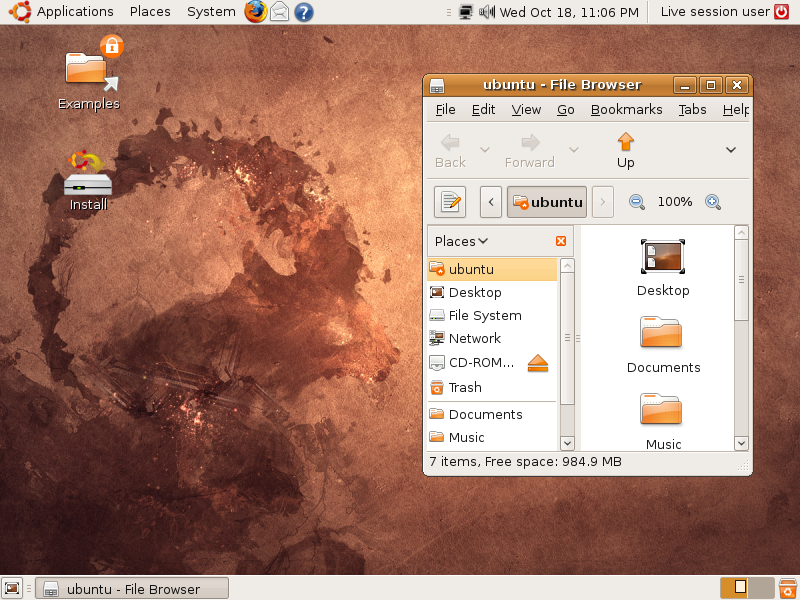
Ubuntu 8.10 (Intrepid Ibex)

Intrepid Ibex släpptes den 30 oktober 2008.
Skrivbordsinstallationen av Ubuntu 8.10 innehåller nya versioner av en mängd applikationer, samt förbättrat hårdvarustöd. Den nya nätverkshanteraren har stöd för 3G-modem och mobiler med stöd för trådlöst internet, som nu blir lättare att använda.

### Ubuntu 9.04 (Jaunty Jackalope)

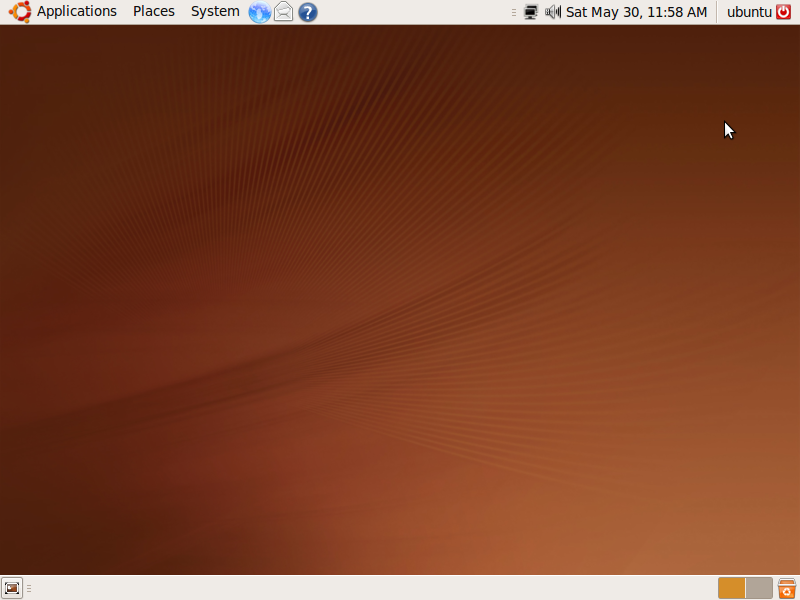
Ubuntu 9.04 (Jaunty Jackalope)

Jaunty Jackalope släpptes den 23 april 2009. Målsättningen innefattade bland annat snabbare uppstart.

### Ubuntu 9.10 (Karmic Koala)

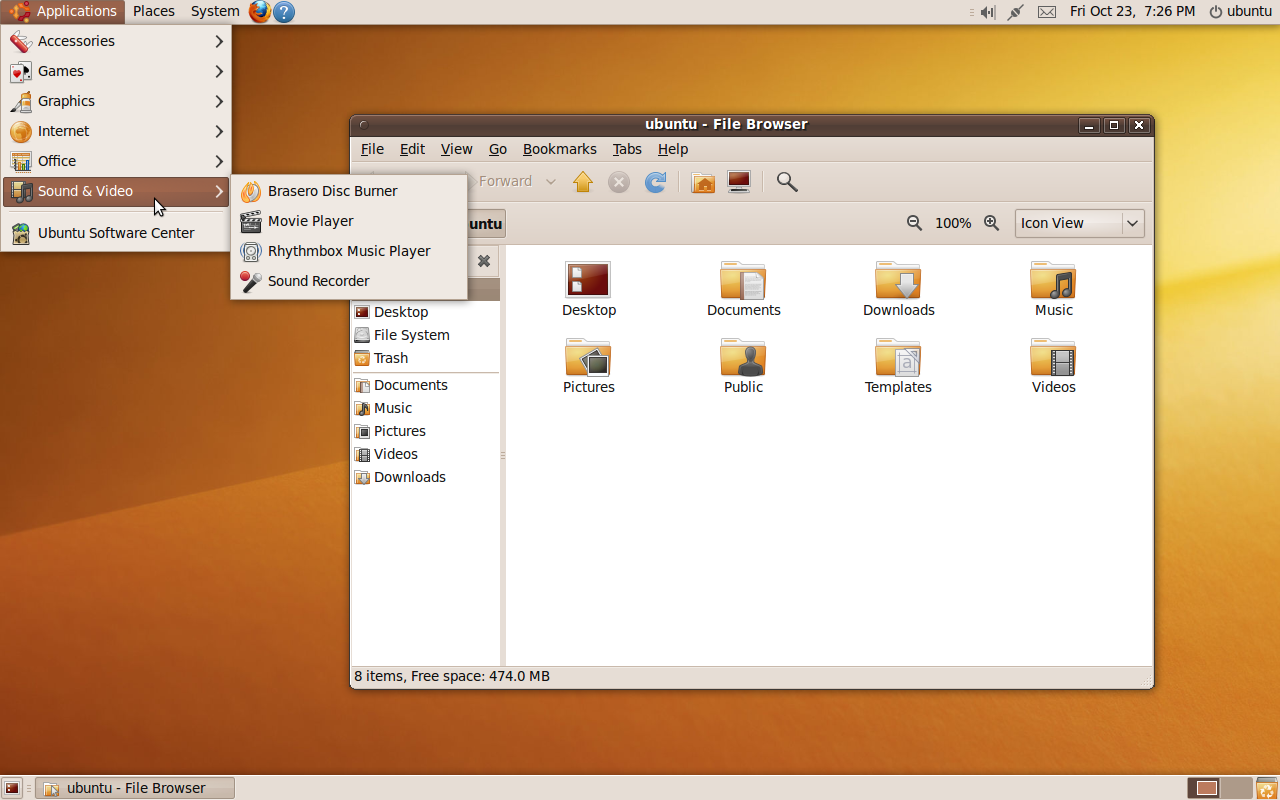
Ubuntu 9.10 (Karmic Koala)

Karmic Koala släpptes den 29 oktober 2009. Den blev Canonicals elfte utgåva och kommer att stödjas fram till april 2011.

### Ubuntu 10.04 LTS (Lucid Lynx)

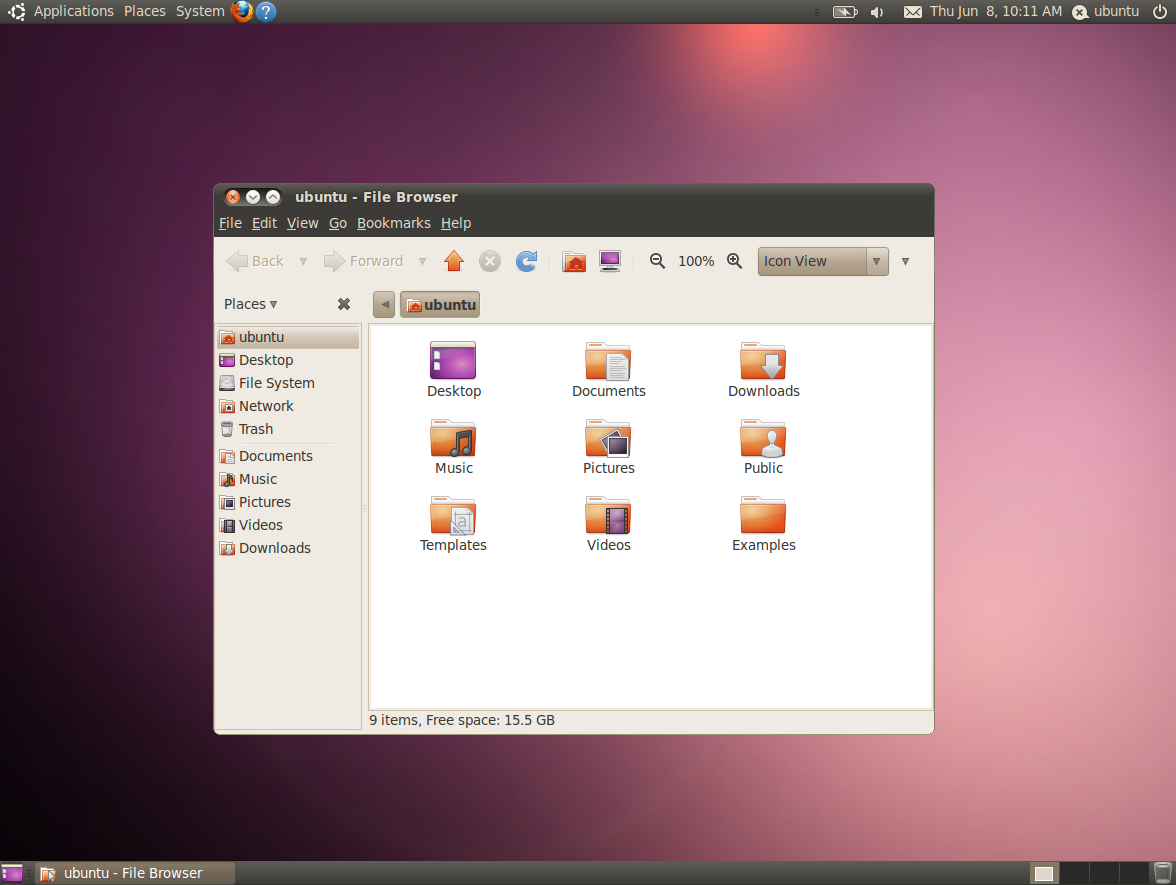
Ubuntu 10.04 LTS (Lucid Lynx)

Lucid Lynx släpptes den 29 april 2010 och är av typen LTS (Long Time Support).
Version 10.04 innehåller två nya standardteman (Ambience & Radience) som suddar bort Ubuntus tidigare rykte om att vara brunt. Från och med Lucid är fönsterknapparna för att minimera, maximera och stänga fönstret på vänster kanten av fönstret.

### Ubuntu 10.10 (Maverick Meerkat)

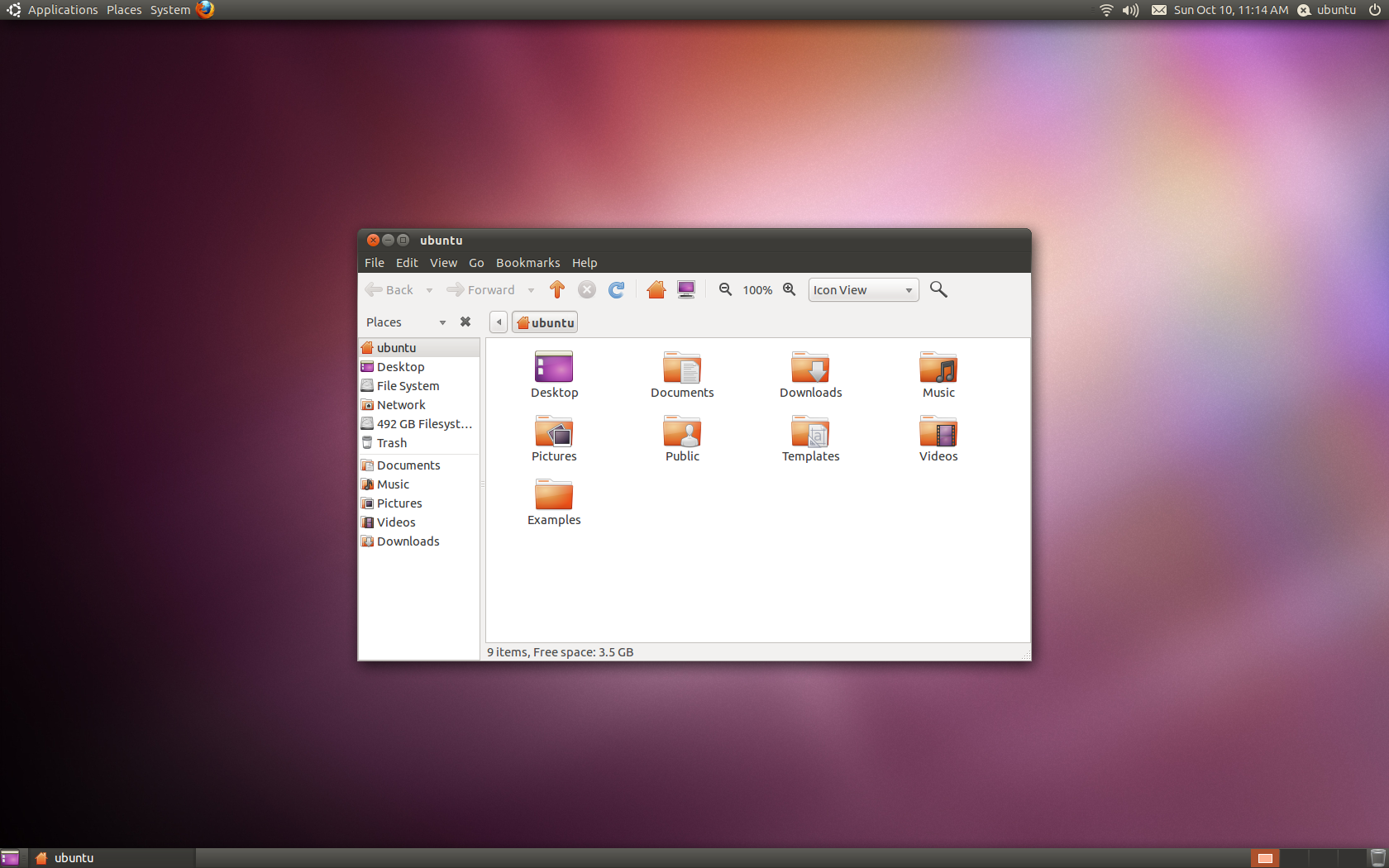
Ubuntu 10.10 (Maverick Meerkat)

Maverick Meerkat släpptes den 10 oktober 2010. Ubiquity-installeraren har gjorts om för att vara lättare att använda, installera drivrutiner samt hämta uppdateringar under installationen.

### Ubuntu 11.04 (Natty Narwhal)

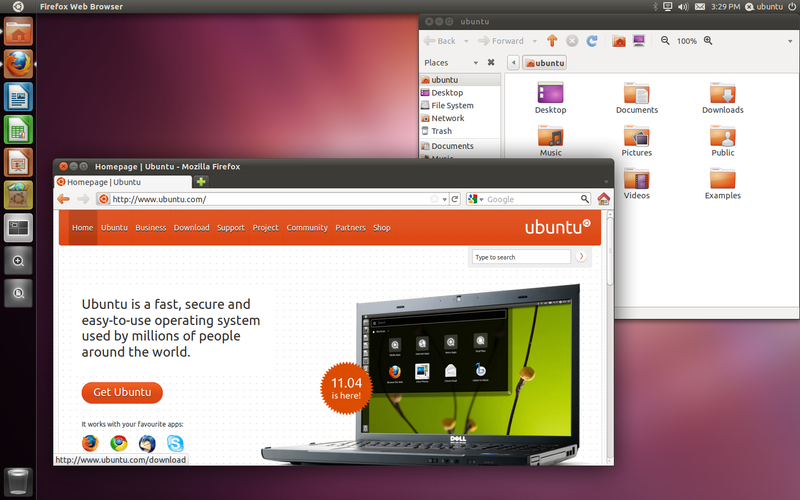
Ubuntu 11.04 (Natty Narwhal)

Natty Narwhal släpptes den 28 april 2011. Den största nyheten i den här distributionen är att skalet Unity är förstahandsvalet stället för GNOME 3. En annan nyhet är att Ubuntu Netbook Edition från och med denna version inkluderas i skrivbordsversion av Ubuntu.

### Ubuntu 11.10 (Oneiric Ocelot)

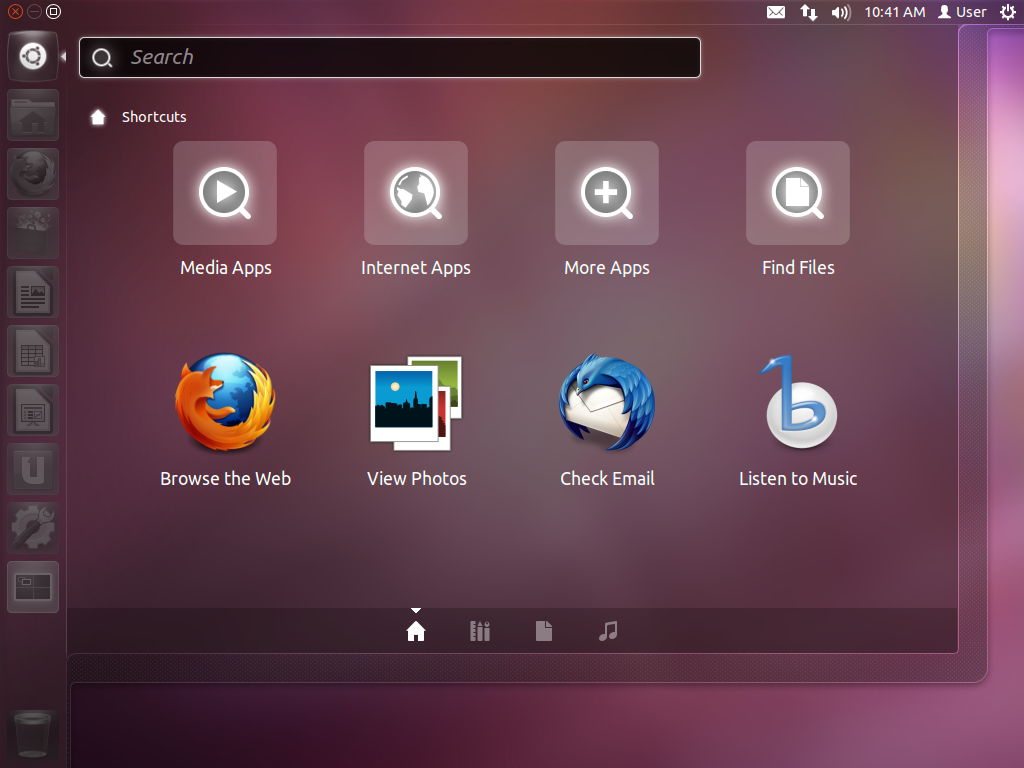
Ubuntu 11.10 (Oneiric Ocelot)

Oneiric Ocelot släpptes den 13 oktober 2011. Bland nyheterna finns en uppdaterad version av Ubuntus skrivbord Unity samt möjligheten att installera GNOME 3 enkelt.

### Ubuntu 12.04 LTS (Precise Pangolin)

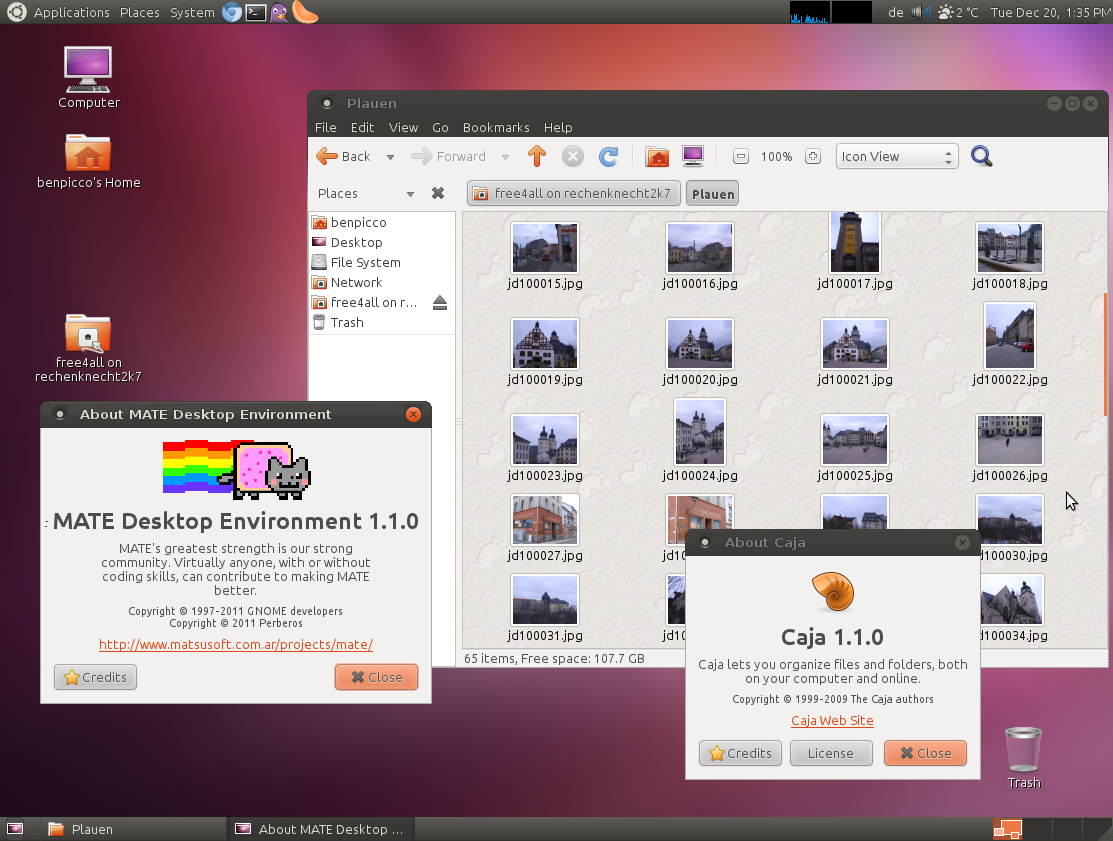
Ubuntu 12.04 LTS (Precise Pangolin)

Precise Pangolin släpptes den 26 april 2012 och är den fjärde utgåvan med ett längre stöd. Nytt för denna version är bland annat HUD (Heads UP Display), vilket är ett nytt sätt att använda programmenyer.

### Ubuntu 12.10 (Quantal Quetzal)

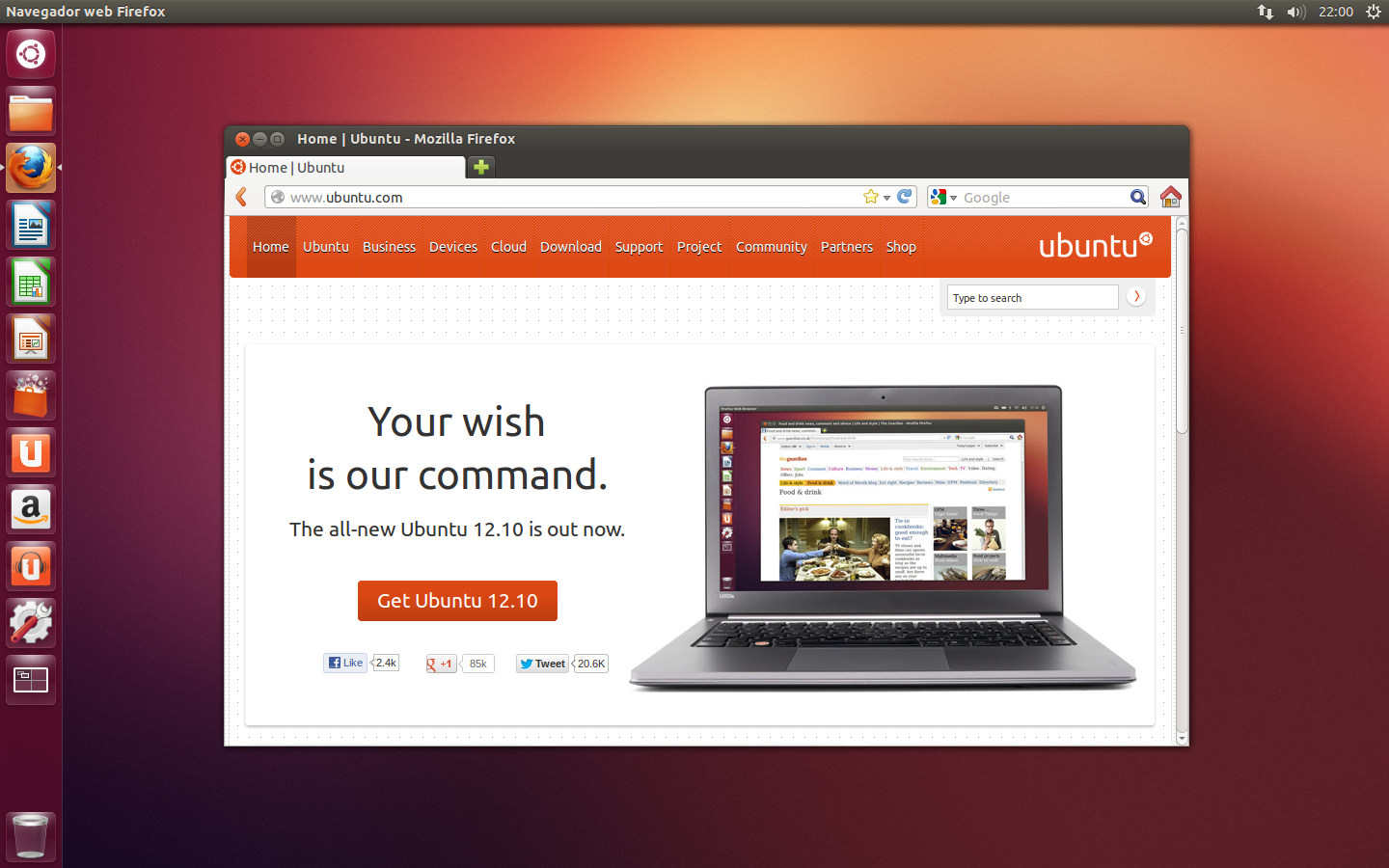
Ubuntu 12.10 (Quantal Quetzal)

Quantal Quetzal släpptes den 18 oktober 2012.

### Ubuntu 13.04 (Raring Ringtail)

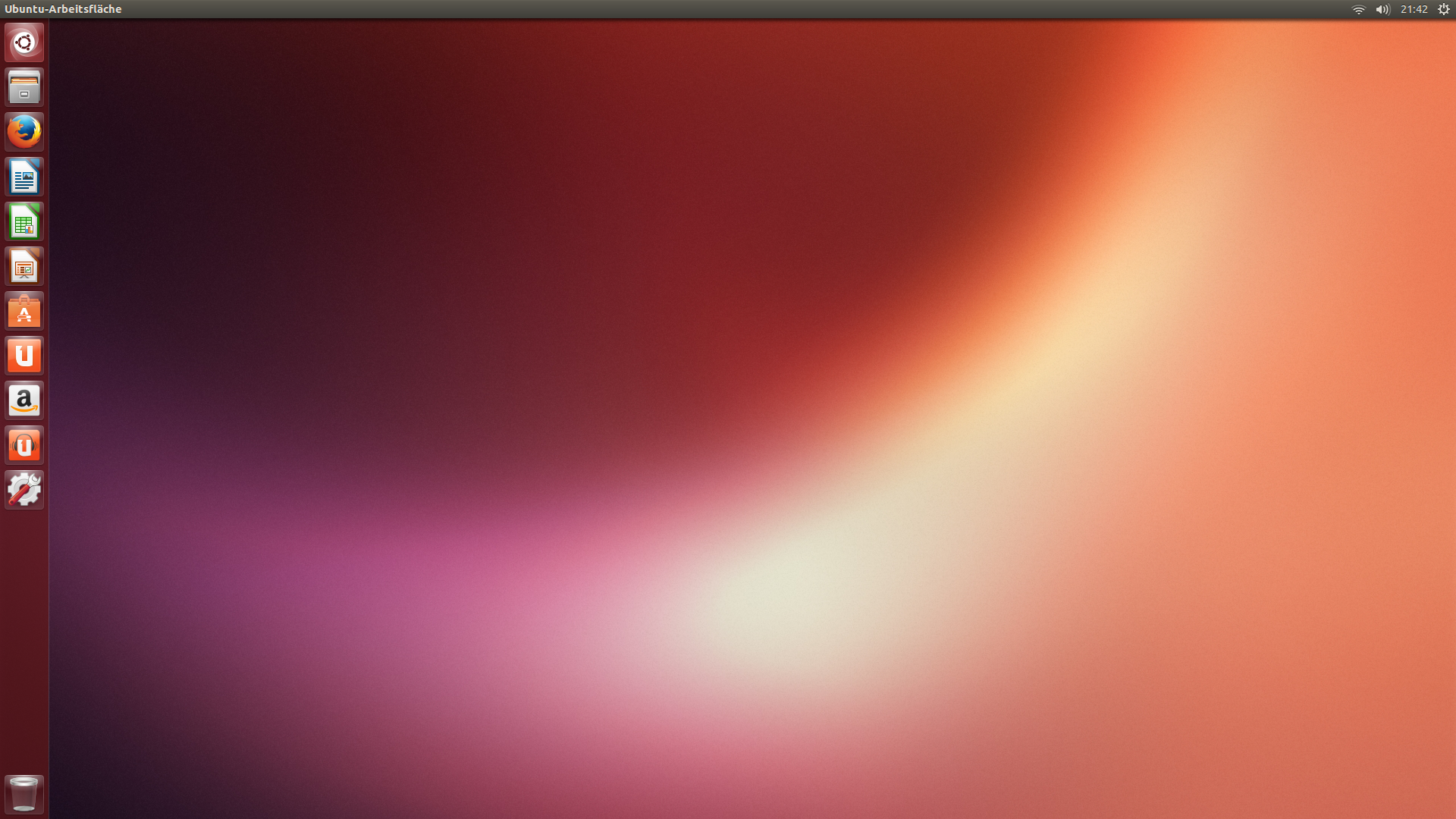
Ubuntu 13.04 (Raring Ringtail)

Raring Ringtail släpptes den 18 april 2013.

### Ubuntu 13.10 (Saucy Salamander)

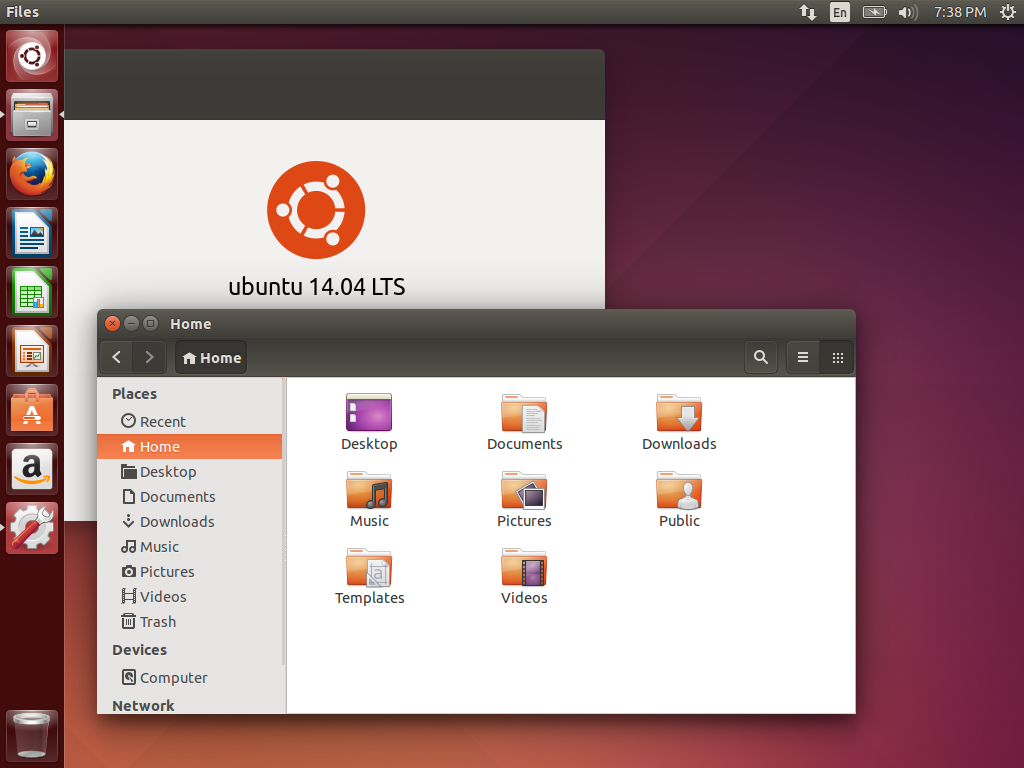
Ubuntu 13.10 (Saucy Salamander)

Saucy Salamander släpptes den 17 oktober 2013.

### Ubuntu 14.04 LTS (Trusty Tahr)

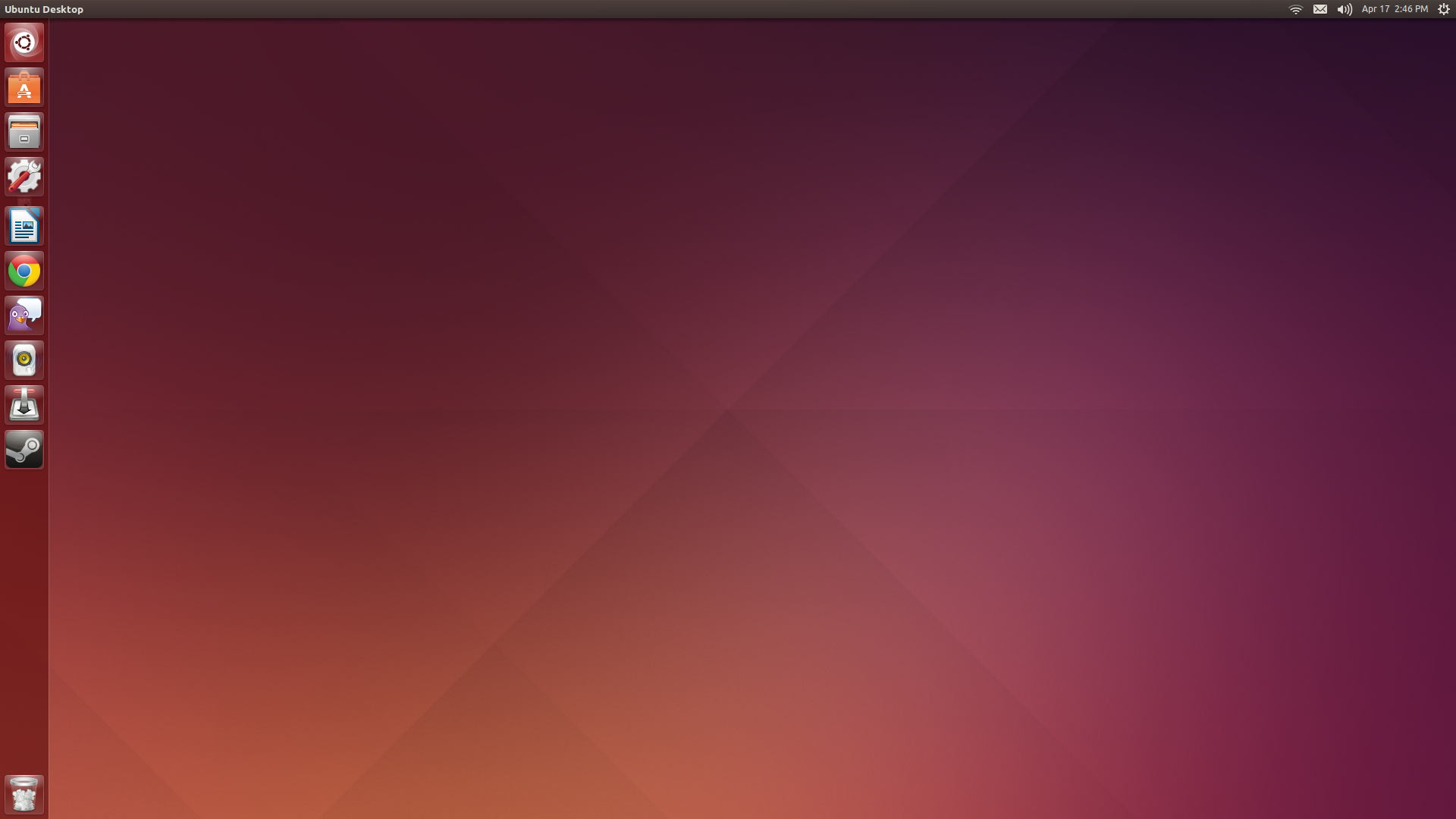
Ubuntu 14.04 LTS (Trusty Tahr)

Trusty Tahr släpptes den 17 april 2014.

### Ubuntu 14.10 (Utopic Unicorn)

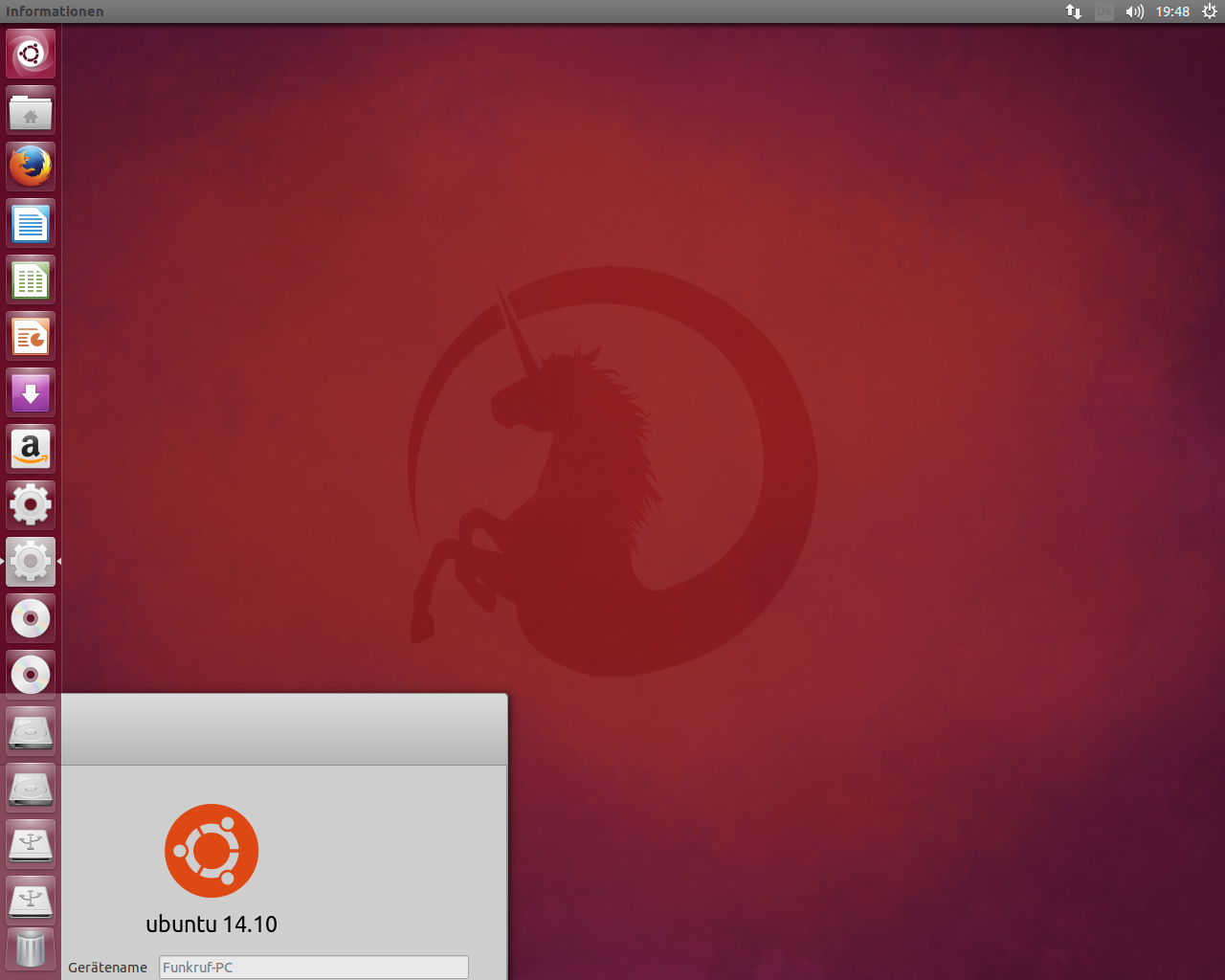
Ubuntu 14.10 (Utopic Unicorn)

Utopic Unicorn släpptes den 23 oktober 2014.

### Ubuntu 15.04 (Vivid Vervet)

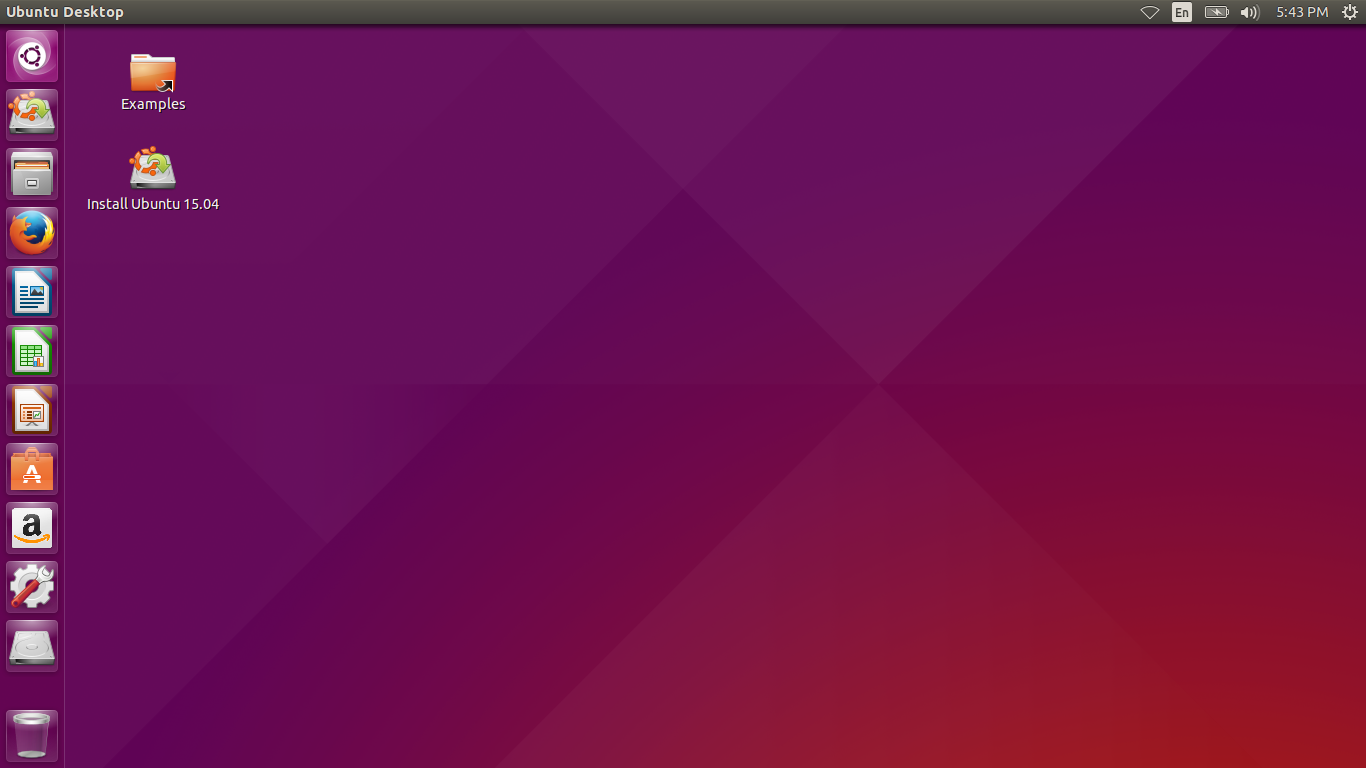
Ubuntu 15.04 (Vivid Vervet)

Vivid Vervet släpptes den 23 april 2015.

### Ubuntu 15.10 (Wily Werewolf)

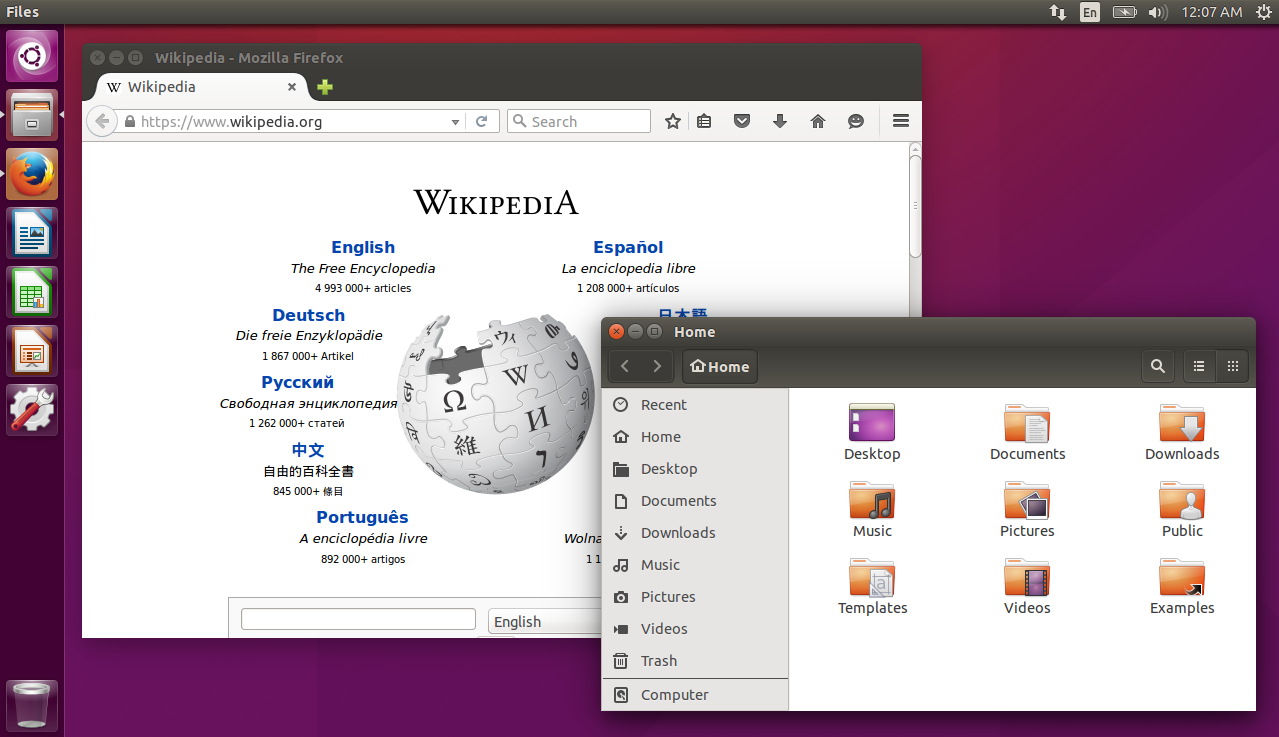
Ubuntu 15.10 (Wily Werewolf)

Wily Werewolf släpptes den 23 oktober 2015.

### Ubuntu 16.04 LTS (Xenial Xerus)

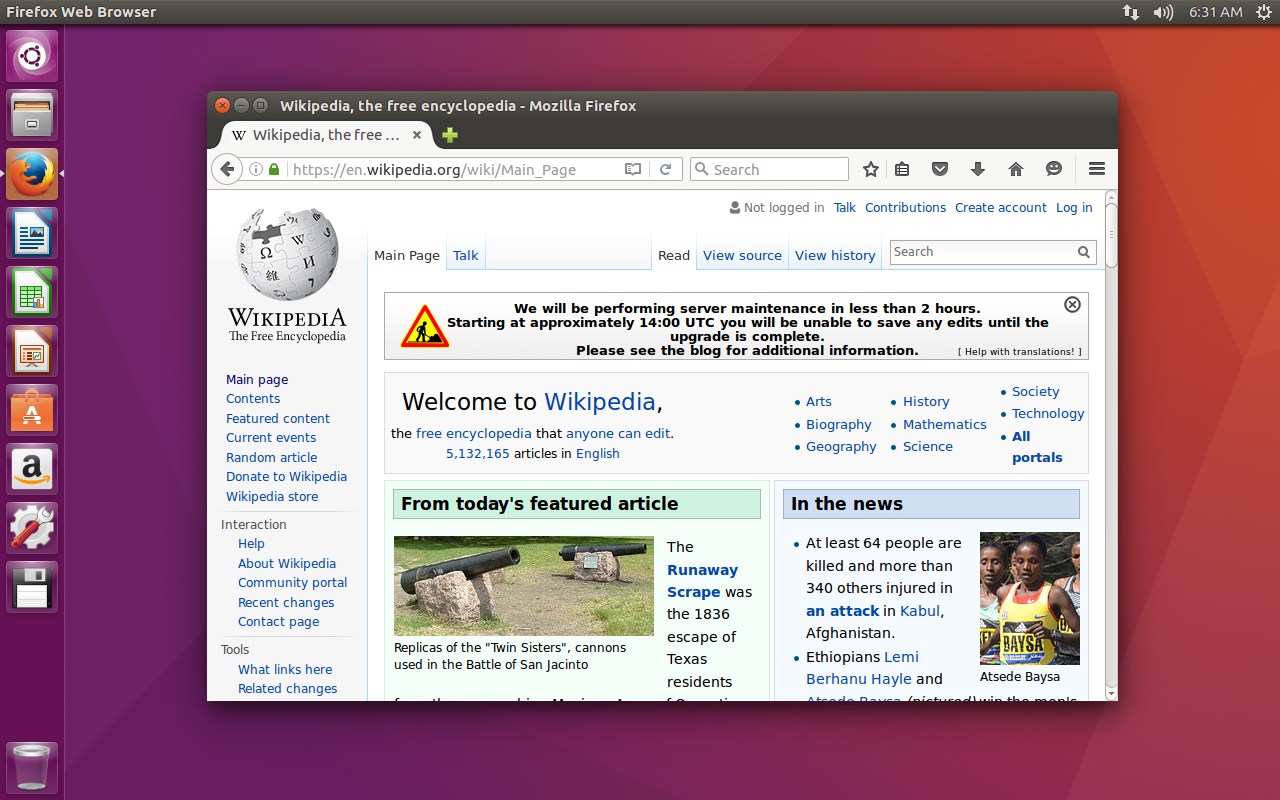
Ubuntu 16.04 LTS (Xenial Xerus)

Xenial Xerus släpptes den 21 april 2016.

### Ubuntu 16.10 (Yakkety Yak)

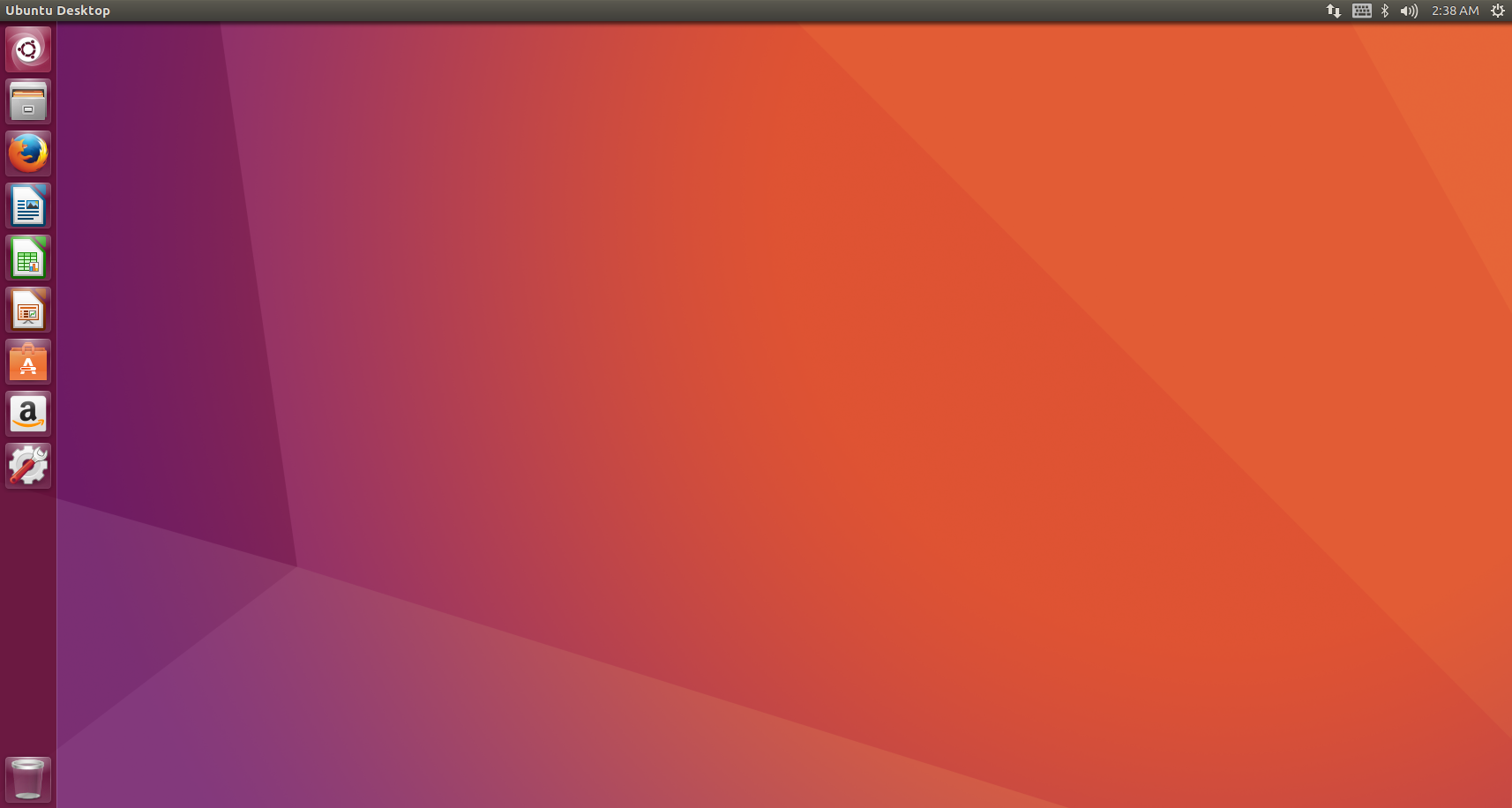
Ubuntu 17.10 (Yakkety Yak)

Yakkety Yak släpptes den 13 oktober 2016.

### Ubuntu 17.04 (Zesty Zapus)

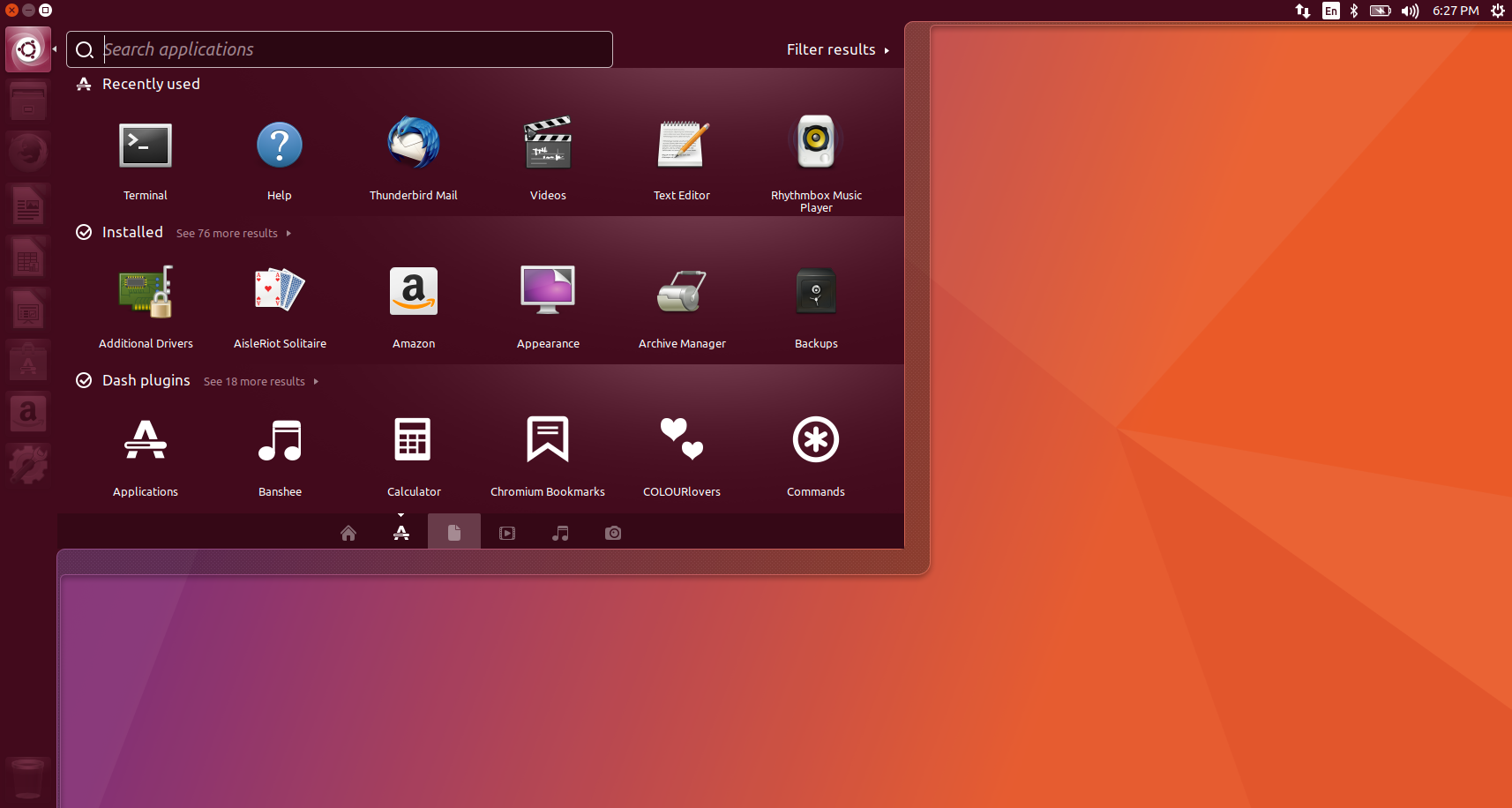
Ubuntu 17.04 (Zesty Zapus)

Zesty Zapus släpptes den 13 april 2017.

### Ubuntu 17.10 (Artful Aardvark)

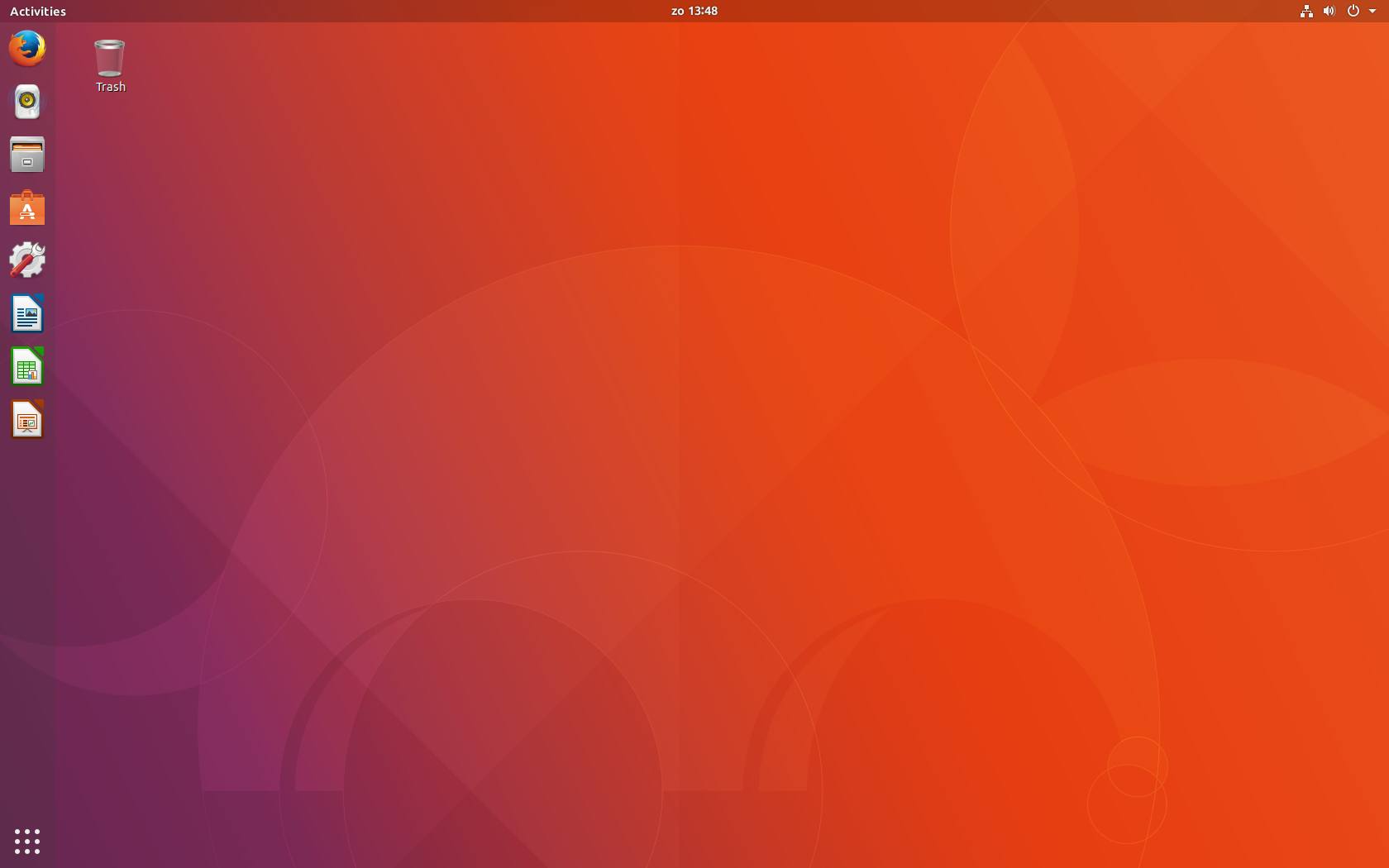
Ubuntu 17.10 (Artful Aardvark)

Artful Aardvark släpptes den 19 oktober 2017.

### Ubuntu 18.04 LTS (Bionic Beaver)

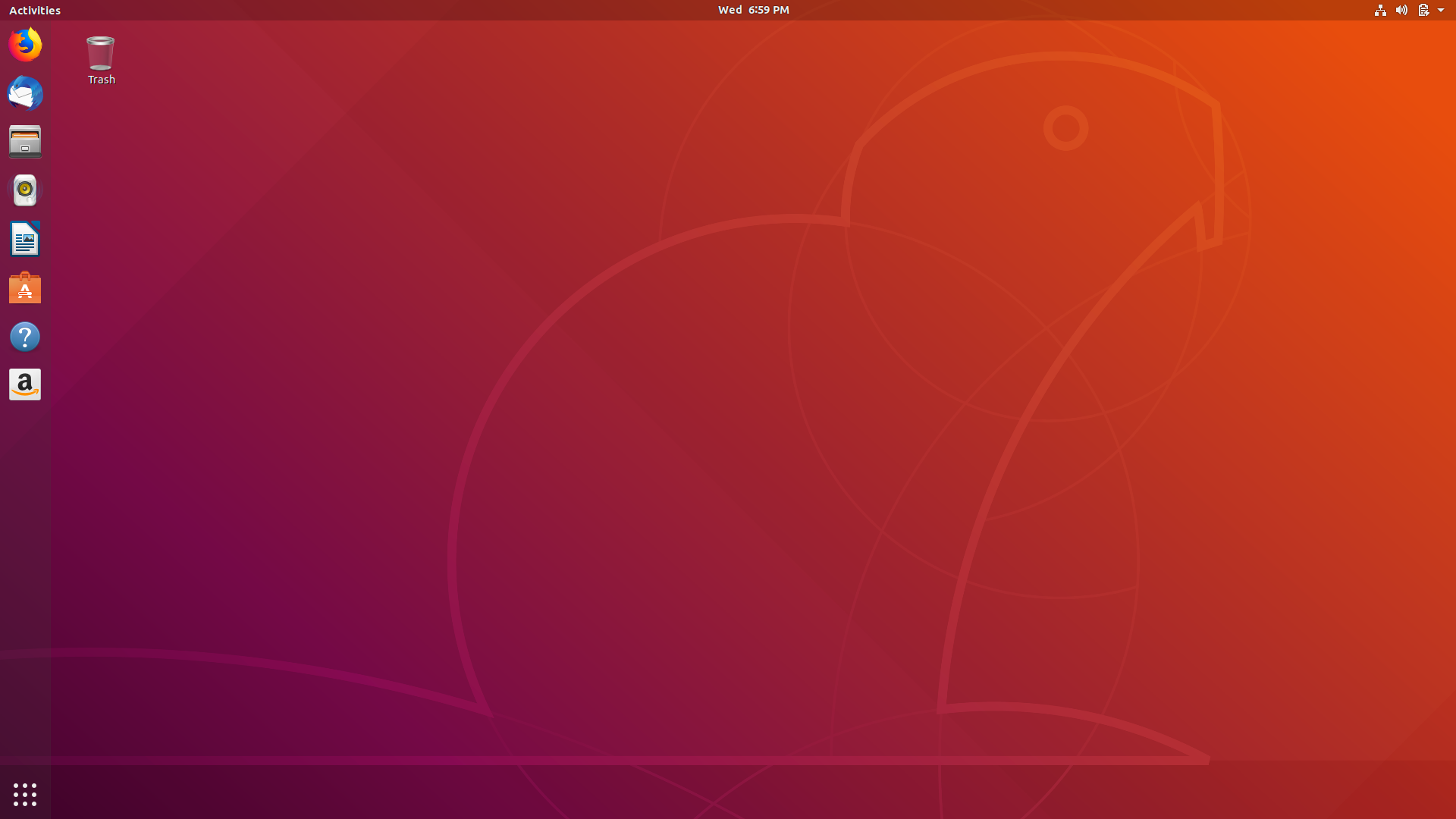
Ubuntu 18.04 LTS (Bionic Beaver)

Bionic Beaver släpptes den 26 april 2018.

### Ubuntu 18.10 (Cosmic Cuttlefish)

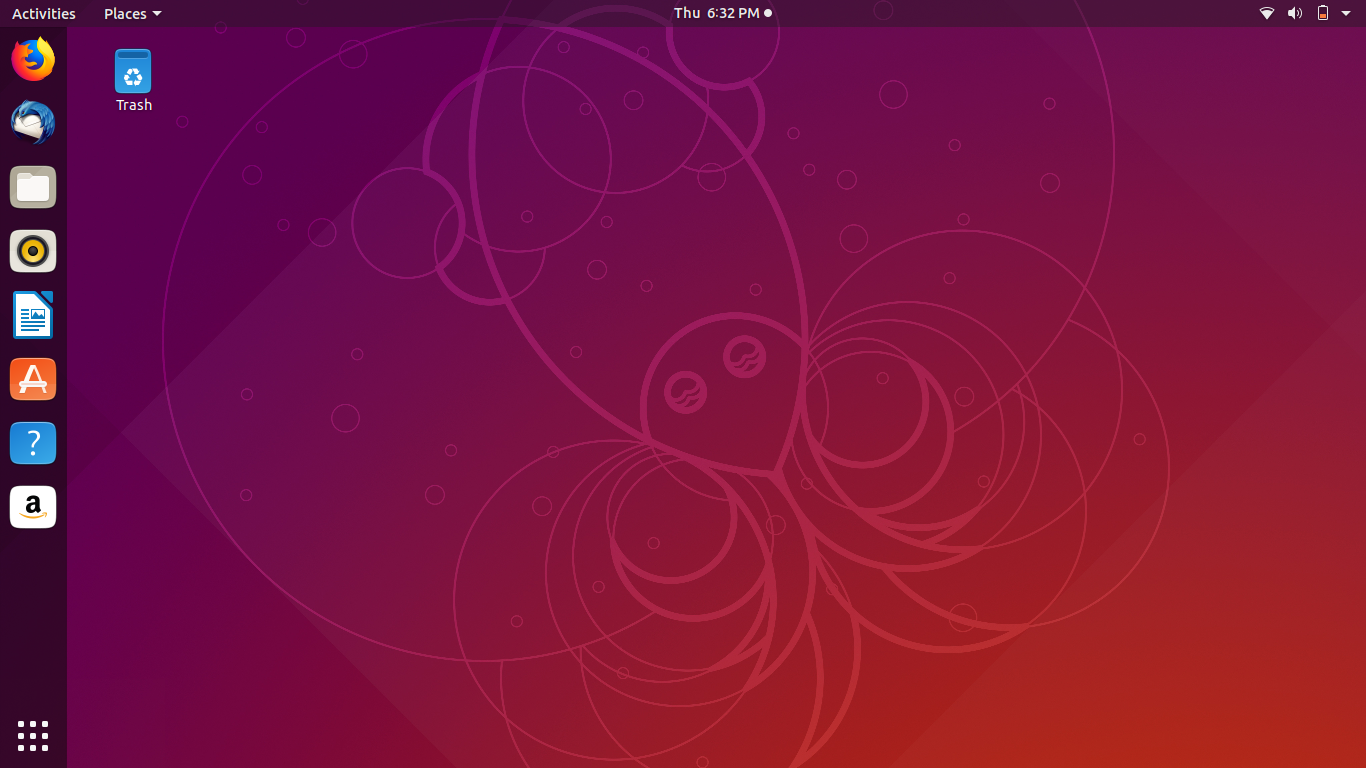
Ubuntu 18.10 (Cosmic Cuttlefish)

Cosmic Cuttlefish släpptes den 18 oktober 2018.

### Ubuntu 19.04 (Disco Dingo)

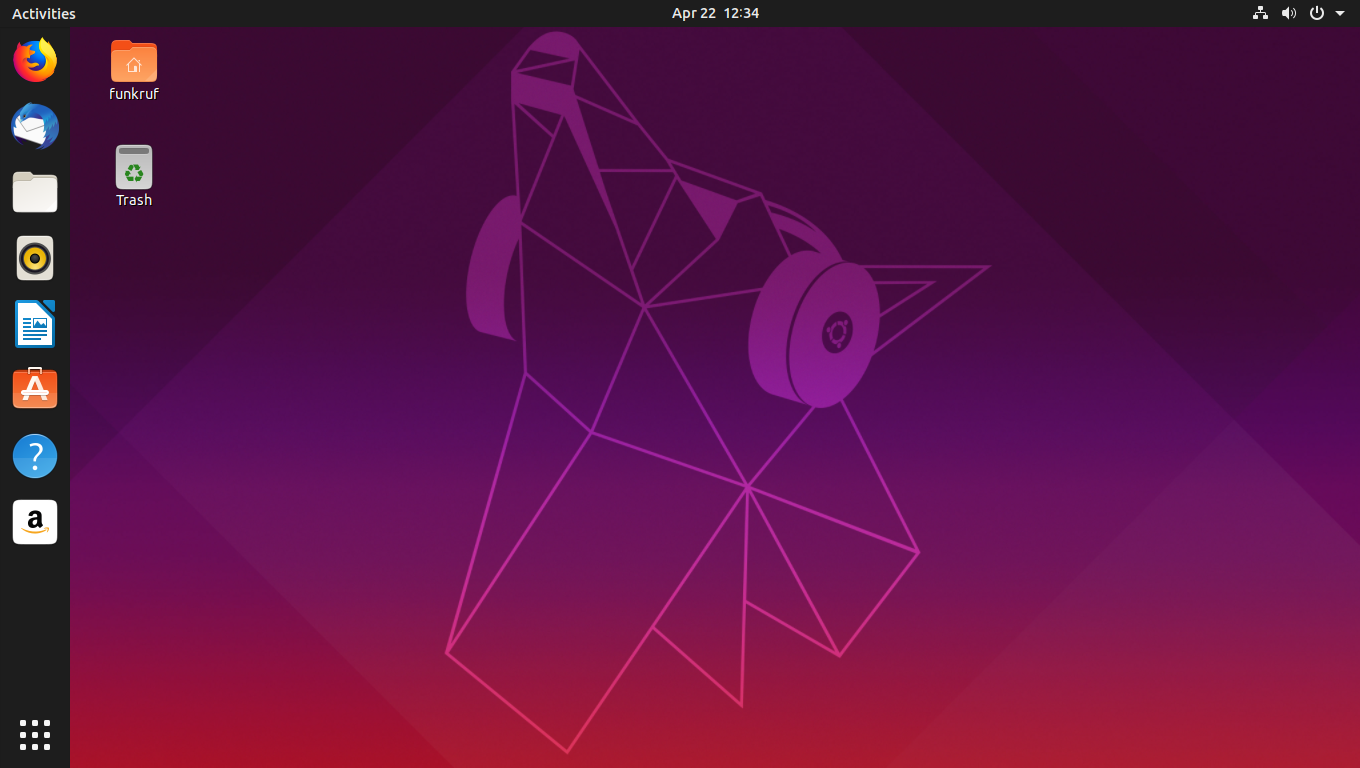
Ubuntu 19.04 (Disco Dingo)

Disco Dingo släpptes den 18 april 2019.

### Ubuntu 19.10 (Eoan Ermine)

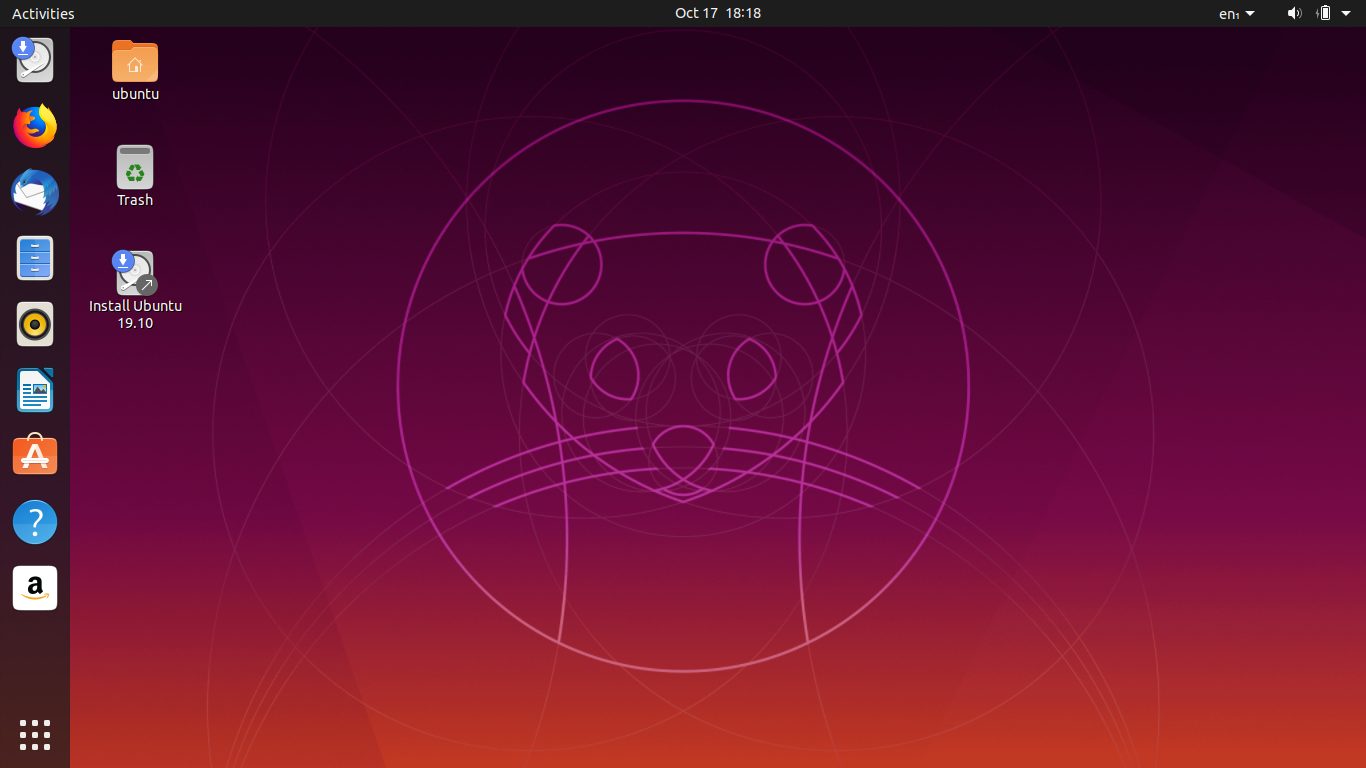
Ubuntu 19.10 (Eoan Ermine)

Eoan Ermine släpptes den 17 oktober 2019.

### Ubuntu 20.04 LTS (Focal Fossa)

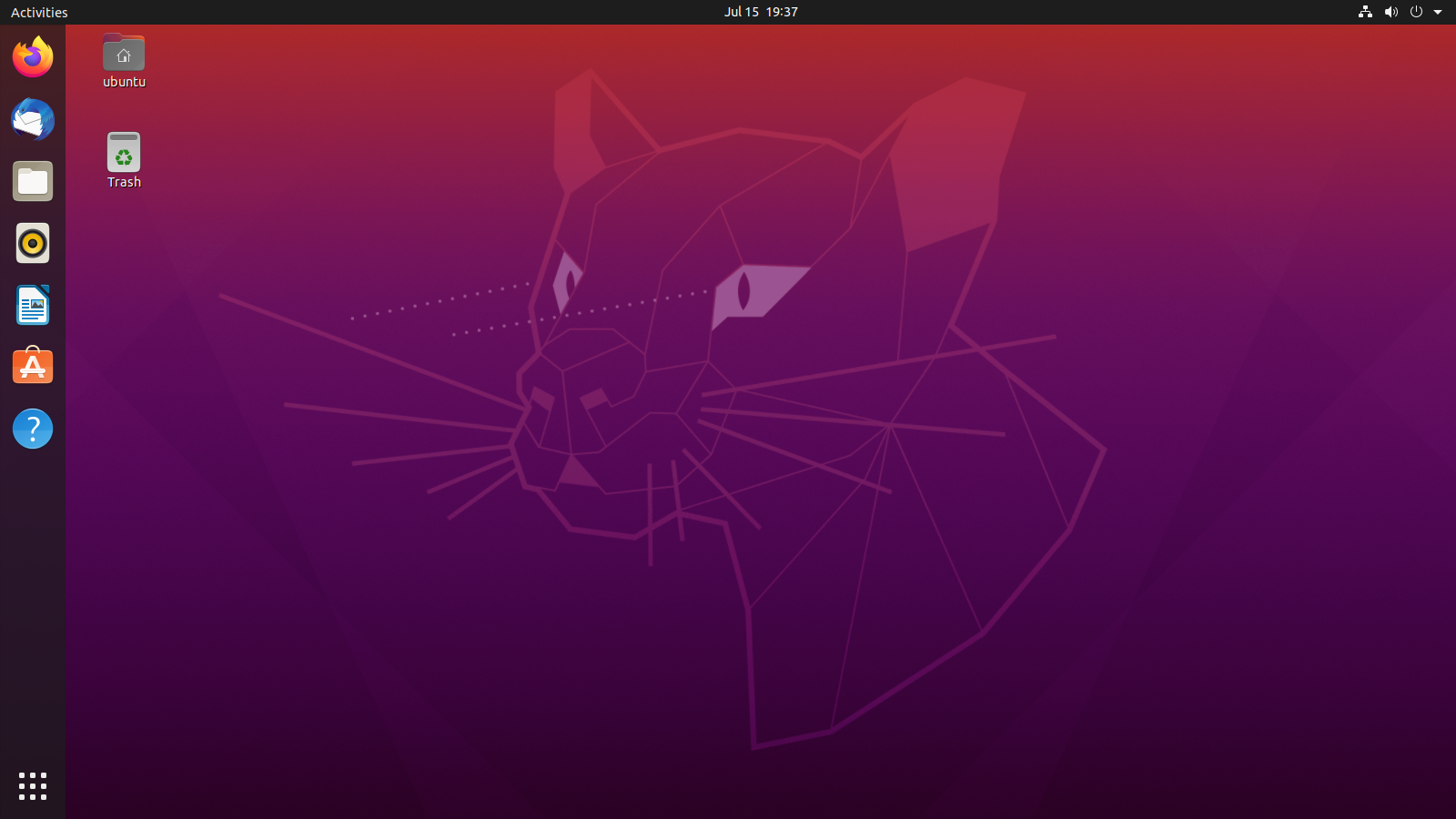
Ubuntu 20.04 LTS (Focal Fossa)

Focal Fossa släpptes den 23 april 2020.

### Ubuntu 20.10 (Groovy Gorilla)

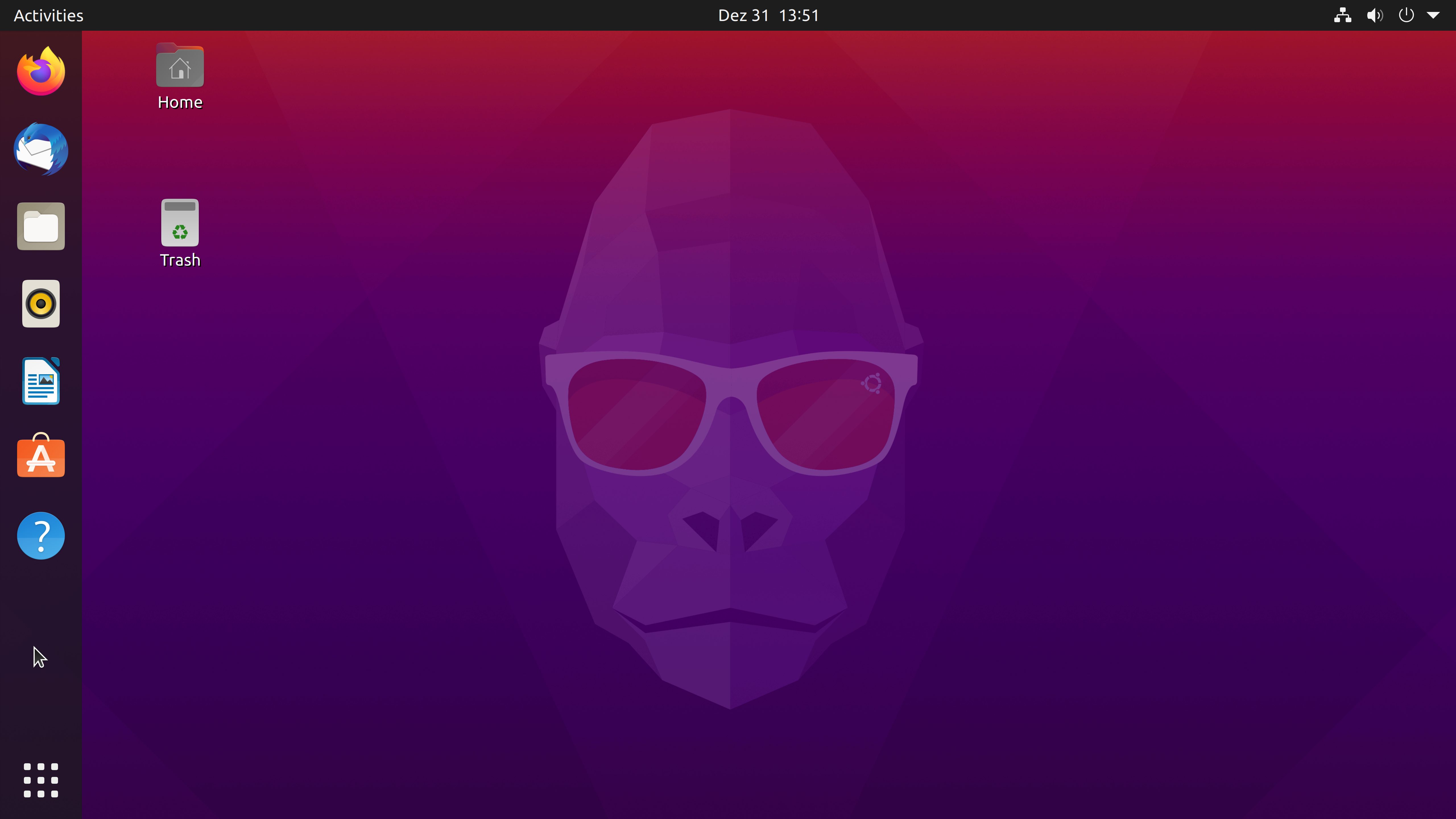

### Ubuntu 21.04 (Hirsute Hippo)

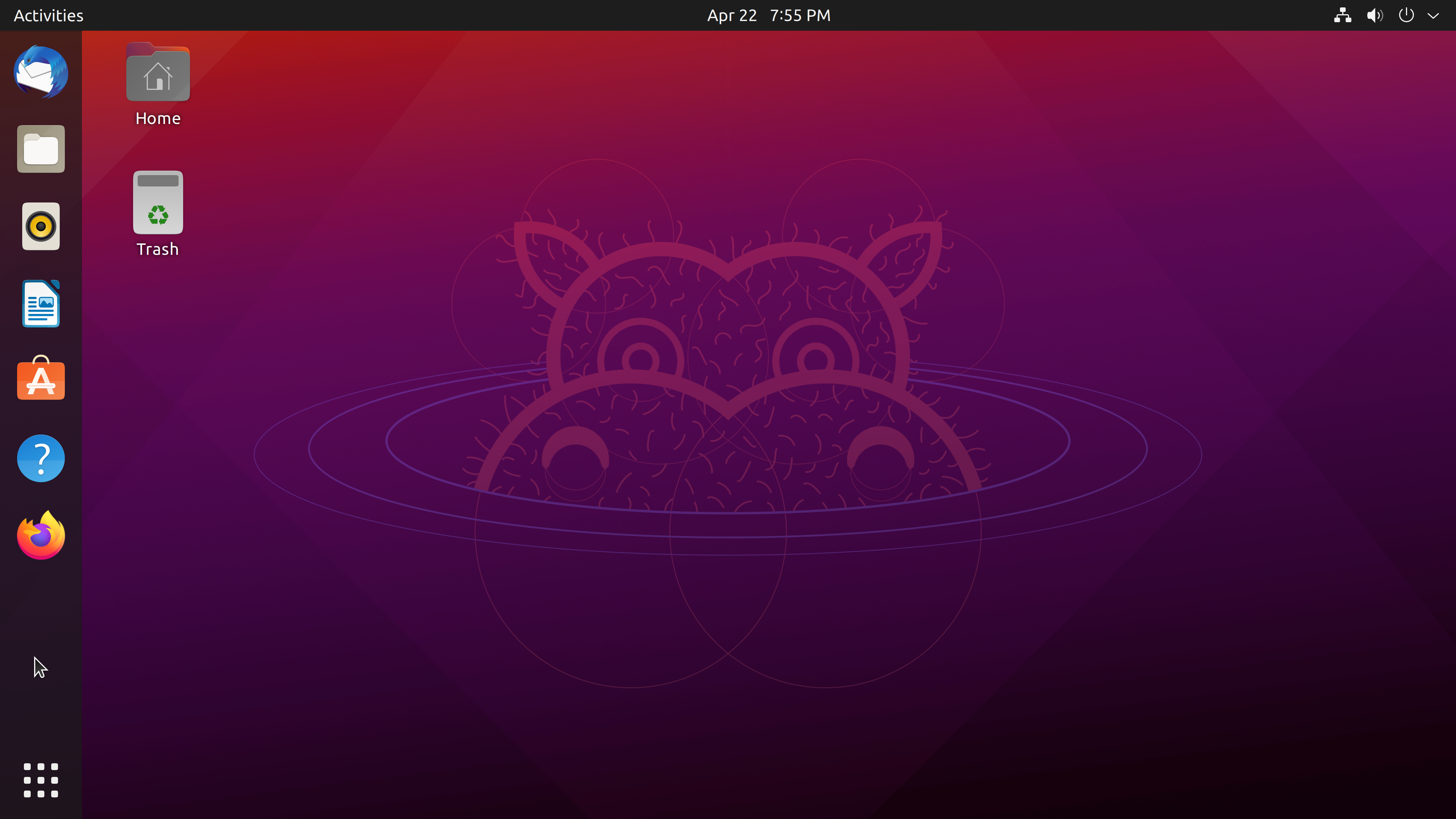

### Ubuntu 21.10 (Impish Indri)

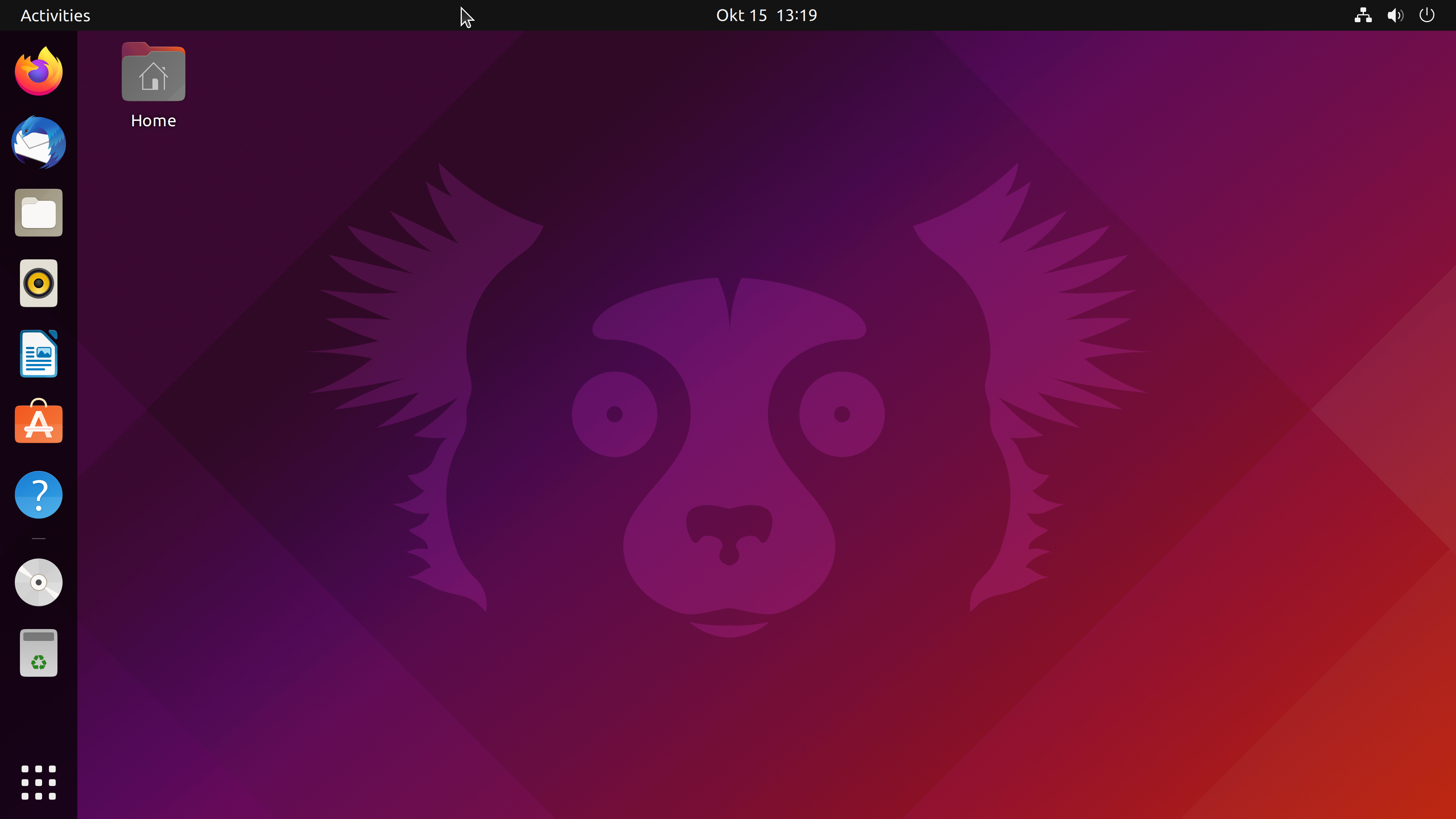

### Ubuntu 22.04 (Jammy Jellyfish)

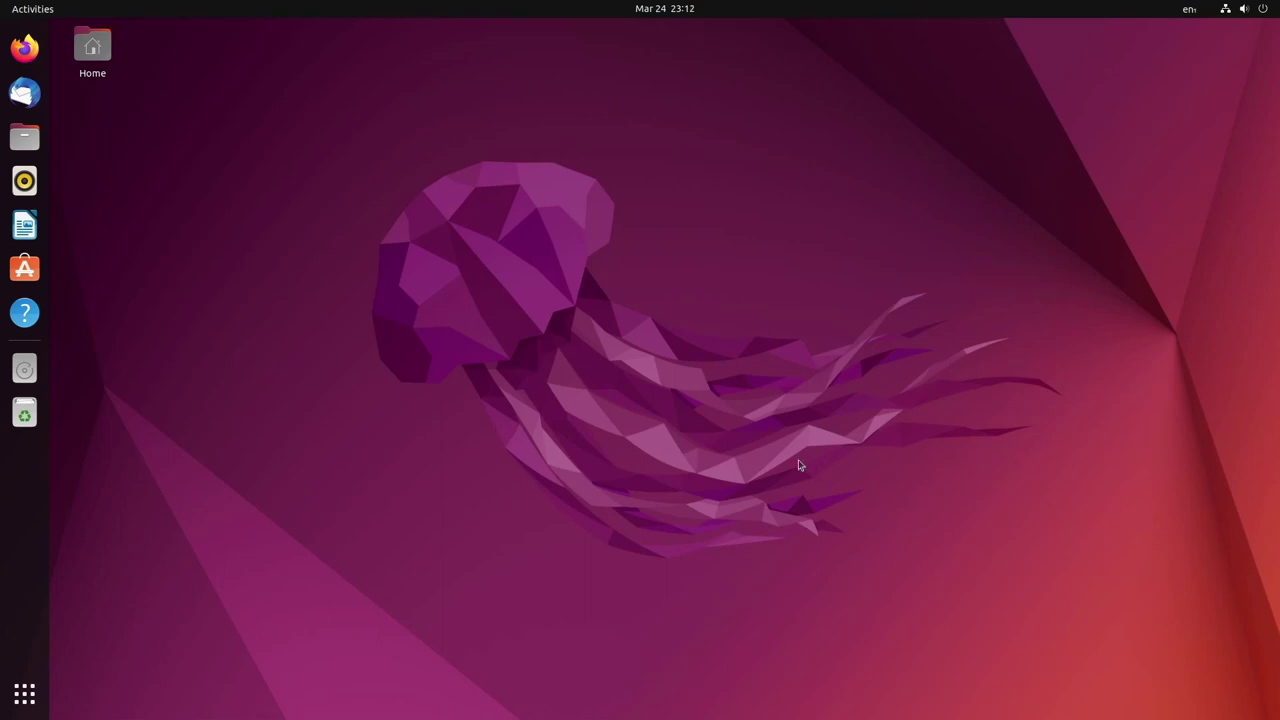